# Arte paleolítico

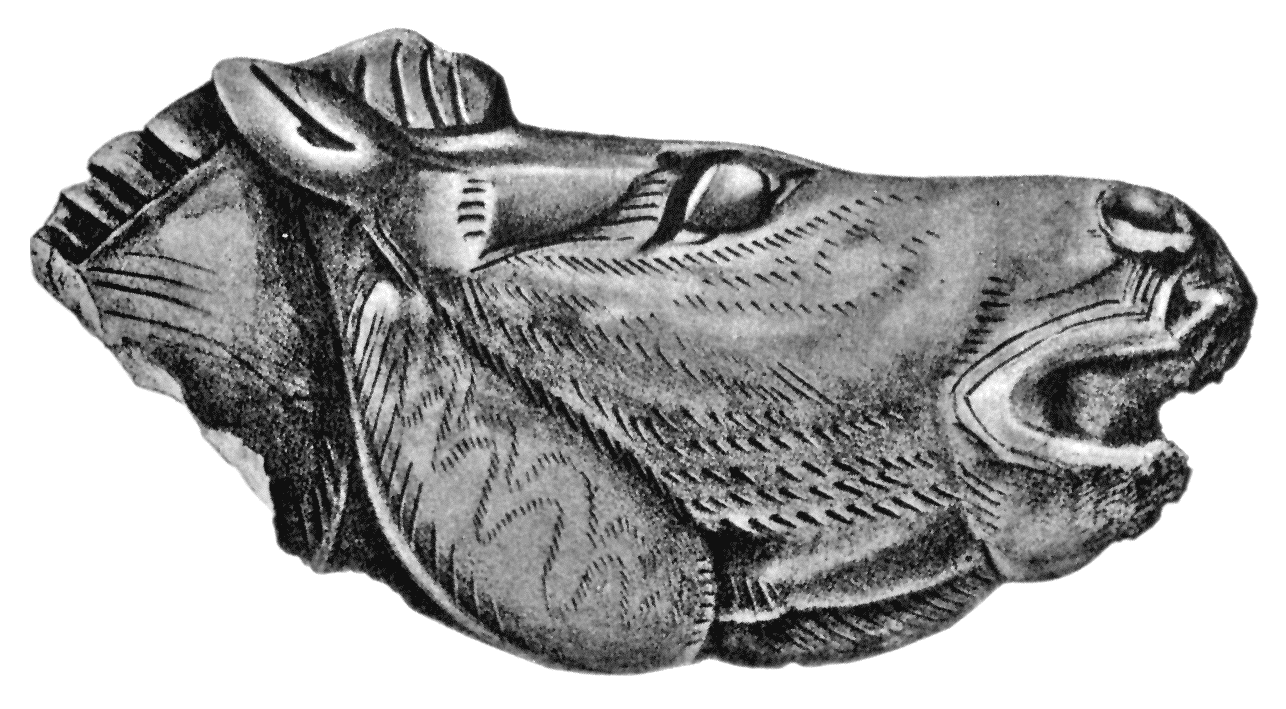
Arte paleolítico: cabeza de caballo tallada en marfil, Mas d'Azil (Pirineos, Francia). Museo nacional de arqueología de Francia (Palacio de Saint-Germain-en-Laye).

El arte paleolítico se origina en el Paleolítico superior, aproximadamente hacia el año 40000 a. C., cuando los seres humanos modernos poblaban prácticamente todo el globo terráqueo. Sin embargo, sus manifestaciones fundamentales, por no decir casi las únicas, parecen reducirse a Europa, al sur del límite que marcarían los hielos durante la glaciación de Würm. Es más, el arte mural de las cuevas (llamado arte parietal) se concentra muy intensamente en ciertas regiones francesas (Dordoña, Pirineos franceses, Corrèze, Charente, Loira, Hérault, Lot y Garona, etc.) y españolas (Cornisa Cantábrica, Pirineos, costa mediterránea y algunos puntos de la Meseta Central, como Maltravieso, Siega Verde o Los Casares), aunque ocasionalmente puede aparecer en Portugal, Italia, Europa Oriental y poco más. No se ha averiguado el motivo que explique por qué no se han hallado restos de arte paleolítico parietal en el resto del mundo.
El arte mueble o mobiliar (definido como objetos artísticos, funcionales o no, que pueden ser transportados) es más abundante, extendiéndose no solo por España y Francia, sino también por los valles del Danubio y del Don y la cuenca del Baikal, ya en Asia. Hay restos esporádicos en el resto del mundo, como se indica al final. Desde los primeros descubrimientos de objetos artísticos paleolíticos, en el siglo XIX, siempre se ha suscitado el enigma de su motivación y su significado, aunque parece haber consenso en que se trata de un arte de función religiosa y que su temática está íntimamente relacionada con el medio natural y su numen. Queda pendiente el hecho innegable de su alto valor estético y artístico: los hombres prehistóricos demostraron, en algunos casos, un ansia de perfección y un sentido de la belleza totalmente comparable a los artistas de otras épocas históricas.
No obstante, este artículo solo toca, forzosamente, aquellos elementos artísticos que se han conservado a lo largo de los siglos, lo que constituye, sin duda, una parte ínfima de todo el corpus artístico paleolítico. Hemos perdido, como mínimo, aspectos tan fundamentales como la tradición oral, la danza, la música, el adorno corporal, etc.

## Antecedentes
En esta fase de la Prehistoria se produce la evolución humana u hominización, desde las formas más primitivas hasta el ser humano moderno, y parece que en buena parte de la evolución humana hay señales de lo que podrían ser antecedentes del Arte.
- Durante parte del Paleolítico inferior (500000-150000 a. C.) los preneandertales (Homo heidelbergensis) que habitaron Europa ya dominaban el fuego y, en sus utensilios, demuestran cierto sentido de la estética que rebasa la mera funcionalidad. Lo más evidente en piezas como los bifaces es la búsqueda de la simetría. Además, es posible atribuirles prácticas de canibalismo que, aunque en la mayor parte de los casos parece ser simplemente gastronómico, es decir, cuestión de supervivencia, en raras ocasiones podría tratarse de canibalismo ritual. Hasta hace poco nada indicaba que los preneandertales europeos tuviesen sentido religioso o artístico y, por tanto, pensamiento simbólico. Cierto que algunos hallazgos paleolíticos del norte de África (como El Gettar, en Argelia) y Alemania (por ejemplo, un fragmento óseo de pata de elefante grabado con 28 cortes en Bilzingsleben,[3] yacimiento de 412 000 años, aproximadamente), inducían a sospechar lo contrario, pero son inconcluyentes.[4] Sin embargo, los hallazgos de la Sima de los Huesos, en la Sierra de Atapuerca, parecen una acumulación consciente de cadáveres con fines religiosos. Si a esto añadimos la presencia de un bifaz cuidadosamente tallado (bautizado con el pintoresco nombre de Excalibur), podemos sospechar que ya en el Pleistoceno medio los seres humanos tenían creencias religiosas que se asocian al futuro desarrollo del arte. Pero lo más revolucionario ha sido el descubrimiento de estatuillas que, a pesar de su tosquedad, han sido interpretadas como figuras femeninas: la Venus de Berejat Ram (Altos del Golán) y la Venus de Tan-Tan (Marruecos); ambas han sido discutidas y habría que esperar que las investigaciones se consoliden.

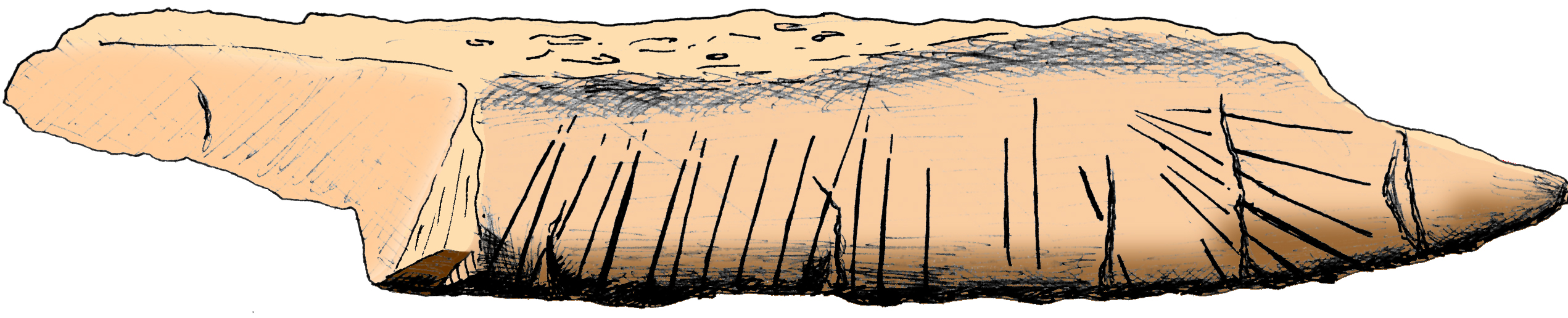
Hueso grabado de Bilzingsleben (Alemania)
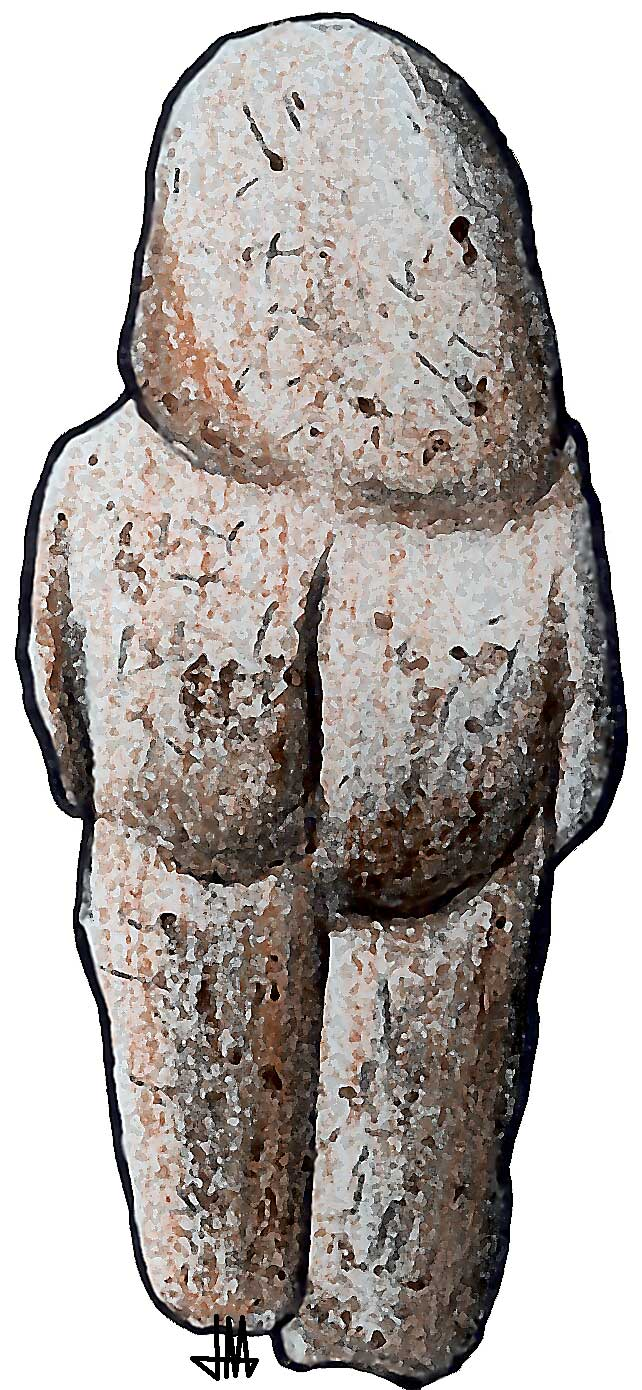
Discutida venus de Tan-Tan (Marruecos)
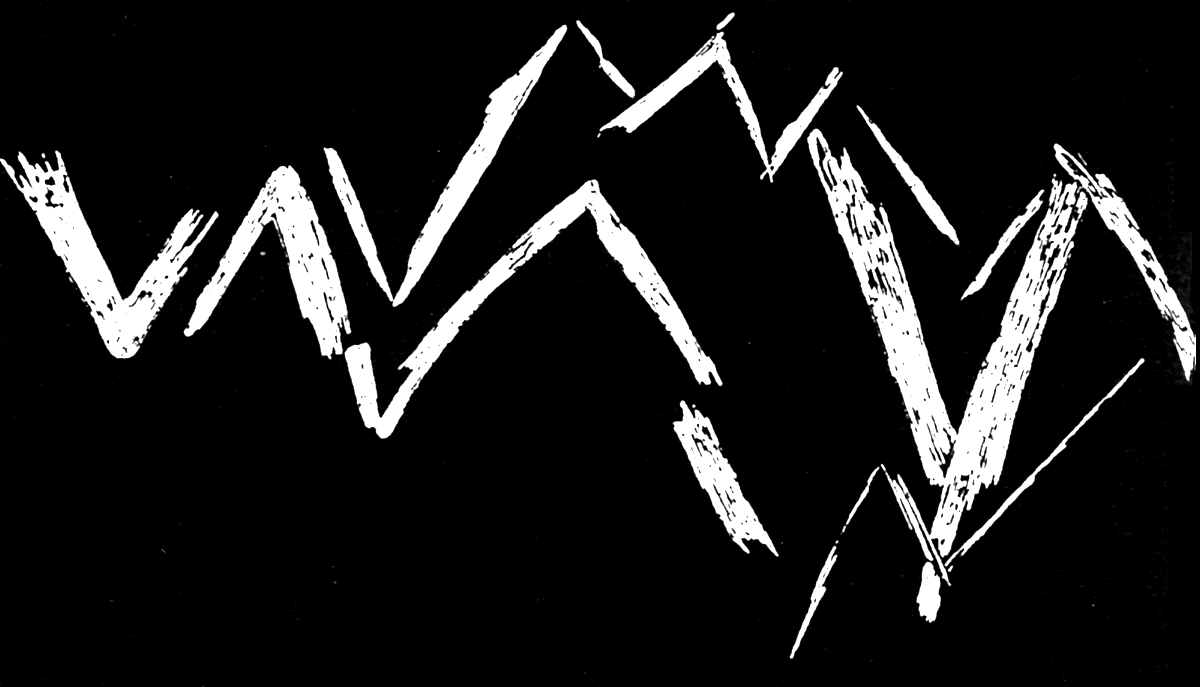
Grabado en zig-zag sobre un hueso musteriense de Bacho Kiro (Bulgaria)

- Durante el Paleolítico medio (200000-35000 a. C.), Europa occidental y las costas del Mediterráneo estaban habitadas por el hombre de Neanderthal. Esta especie humana ya había desarrollado formas lingüísticas simbólicas rudimentarias, así como creencias religiosas y, probablemente, las primeras formas de arte: en efecto, las excavaciones demuestran que coleccionaba objetos curiosos (fósiles, minerales cristalizados), que elaboraba cierto tipo de adornos; muy conocidos son los huesos perforados, como los de Lunel-Viel y Port-Launay (Francia) y el más antiguo de la Cueva de Las Grajas (Archidona, Málaga[5]), que podría emplazarse en la glaciación de Riss, datado en unos 200 000 años. También en Francia, en Pech de l'Aze, apareció una costilla de bóvido grabada datable en el interglaciar Mindel-Riss. Fuera del ámbito europeo, es muy destacable el hallazgo de dos placas de ocre con grabados abstractos pero intencionales, con una pauta geométrica concreta (reticulado) en la caverna de Blombos (República Sudafricana), cuya edad podría ser de unos 70 000 años (Edad Media de la Piedra africana). Este hallazgo está relacionado con otros bloques de ocre que, según se ha probado, se usaba como un pigmento de adorno corporal (todos estos hallazgos proceden tanto de lugares de habitación, como de auténticas inhumaciones rituales); sin embargo, es la primera vez que esta especie de lápices de ocre conservan algún tipo de decoración. Además, en la caverna de Blombos hay numerosos adornos de conchas perforadas (aunque este dato es bastante controvertido, por el momento).

En la actualidad se reconoce ya al Homo neanderthalensis la autoría de las primeras manifestaciones artísticas pictóricas rupestres, que proceden de hace unos 65 000 años, tal como se constata por los restos hallados en las cuevas de Maltravieso (Cáceres), Ardales (Málaga) y La Pasiega (Cantabria).
- Las artes plásticas posteriores pertenecen al ser humano moderno, Homo sapiens sapiens, que colonizó Europa y Asia hace unos 40 000 años y cuya presencia en estos continentes, donde se hibridaría con el Hombre de Neanderthal, dando lugar a los euroasiáticos modernos,[7] coincidiendo con lo que llamamos Paleolítico superior. Suele decirse que el arte paleolítico es arte rupestre[8] porque casi todos los hallazgos proceden de las excavaciones de cuevas o de las propias paredes de las mismas; aunque no todo el arte rupestre es paleolítico (sino que perduró mucho tiempo después, incluso en otros periodos históricos), ni todo el arte paleolítico procede de las cuevas.

## Arte paleolítico del área franco-española
El arte rupestre parietal es propio de la zona franco-española: en Francia hay más de 130 cuevas, entre las cuales destacan las de la zona de Aquitania (por ejemplo, Lascaux, Pech-Merle, Les Combarelles, Laugerie, La Madeleine, etc.) y las de los Pirineos (por ejemplo, Niaux, Les Trois Frères, Le Tuc d'Audoubert, Mas d'Azil, Bédeilhac, etc.). En España hay unas sesenta cuevas, casi todas en el Cantábrico, destacando la gruta de Ekain, las cuevas del Monte Castillo, Tito Bustillo o la cueva de Altamira, aunque también aparecen esporádicamente en la Meseta (Siega Verde en Salamanca, Domingo García y La Griega en Segovia, Maltravieso en Cáceres, Los Casares en Guadalajara, etc.) y, sobre todo, en la costa mediterránea (La Pileta y Nerja en Málaga, etc.), así como el gran conjunto de arte rupestre que se encuentra en el sur de la península ibérica: El Arte Sureño, con más de 180 cuevas y abrigos decorados en todas las épocas prehistóricas; destacan las figuras más antiguas, que datan del Paleolítico superior (concretamente del Solutrense), como la cueva de Ambrosio. Hay raros ejemplos fuera de Francia y España, como la Grotta dell'Adaura en Italia o Kapova en Rusia, entre otros. El arte mobiliar, en cambio, es abundante en toda Europa.

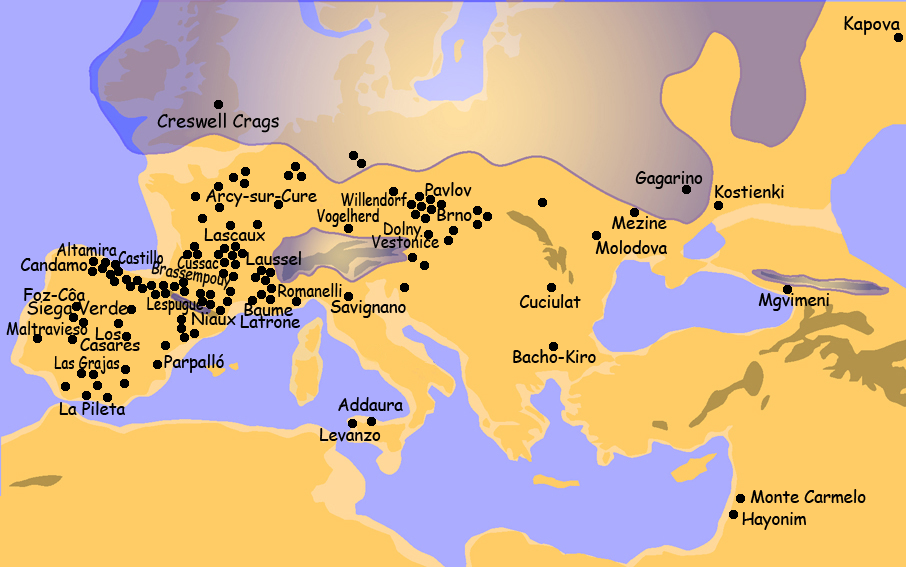
Distribución de yacimientos con arte paleolítico en Europa y el Próximo Oriente

### Arte mueble
También llamado arte mobiliar, se trata de objetos artísticos que se pueden transportar de un lugar a otro y que aparecen en su contexto arqueológico (es decir, en excavaciones). El arte mueble es una manifestación artesanal de ajuares domésticos o personales, quizá ritual, quizá suntuaria. Por ejemplo, colgantes de piedra, hueso o concha. A menudo, objetos de utilidad práctica o votiva decorados, como puntas de arpón, puntas de lanza hechas en hueso (es decir azagayas), los llamados bastones perforados, etc. Estos utensilios suelen tener dibujos, figurativos o abstractos, grabados (tal vez, en otro tiempo, también pintados). Pero igualmente hay objetos meramente ceremoniales, mucho más que simples adornos. Por ejemplo, las pequeñas estatuillas femeninas llamadas venus paleolíticas, plaquetas grabadas (como las de Parpalló), o estatuillas de animales como el famoso bisonte de hueso de La Madeleine, cuya función nos es desconocida. Aunque podrían tener una función religiosa, el hecho de que hayan aparecido figurillas de venus con características propias de ciertas zonas geográficas en lugares remotos sugiere que no solo se mantenían comunicaciones con otros grupos humanos, sino que estas figuras podrían tener un significado étnico, e incluso monetario.

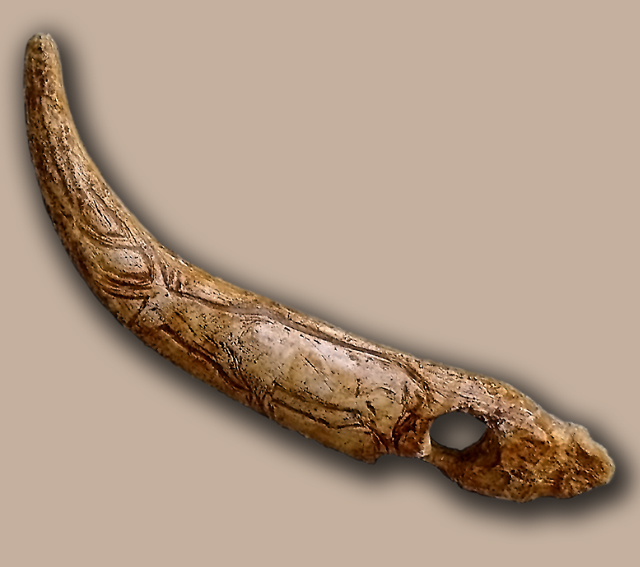
Arte mueble: Ciervo grabado en un bastón perforado (Cueva de El Castillo, Cantabria).
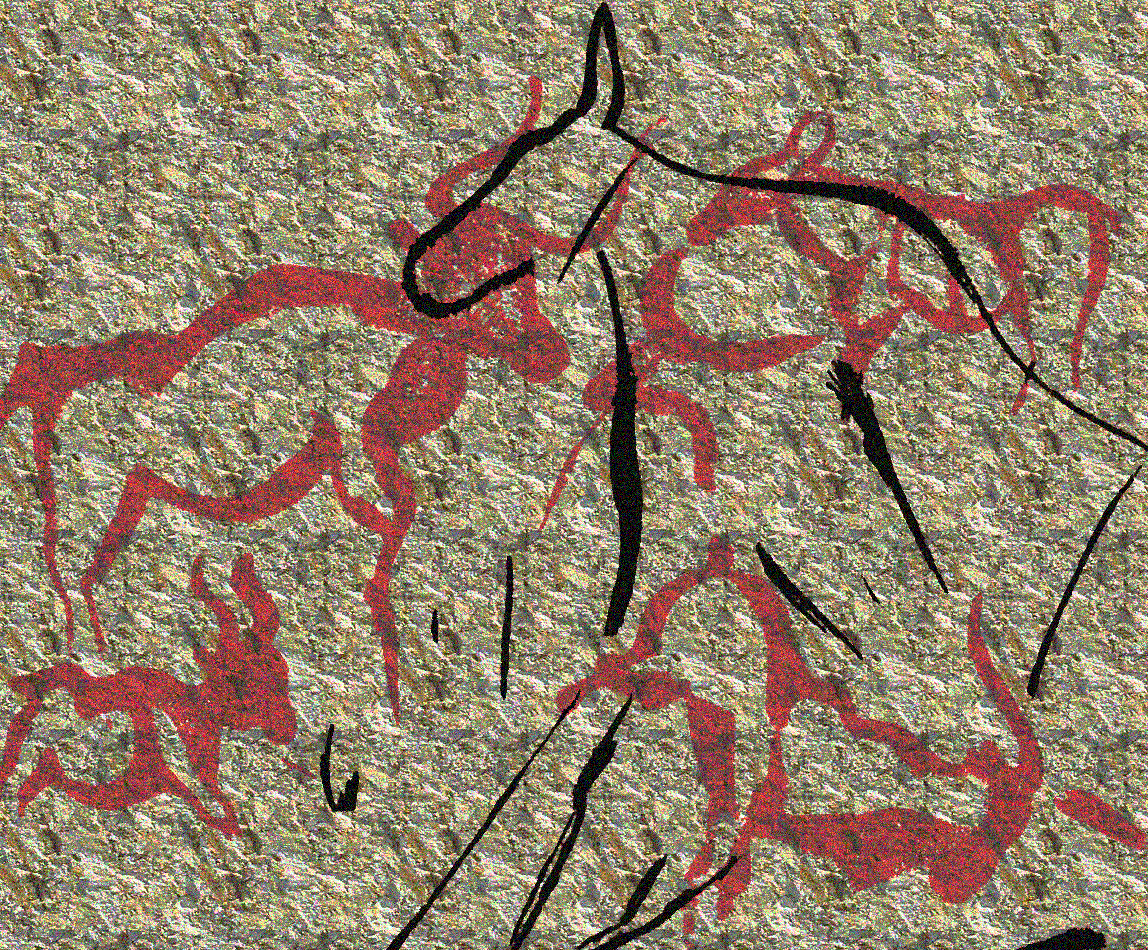
Arte parietal: Animales pintados en la cueva de La Pileta (Benaoján, Málaga).

### Arte parietal
Se denomina así al arte que aparece en las paredes (arte mural) de las grutas, covachas y abrigos rocosos. Como se ha comentado, la mayor concentración de arte parietal se da en Europa Occidental y la península ibérica. Casi todas las representaciones artísticas están en las zonas más profundas de las cuevas (aunque las áreas de habitación siempre estuvieron en las bocas de estas). Eso no quiere decir que no haya excepciones, es decir, santuarios exteriores, como ocurre con la cueva de Laussel, Roc-de-Sers (Francia) o La Viña (Oviedo). El arte parietal lo componen pinturas, relieves o grabados cuyo tema principal son los animales o los signos llamados ideomorfos, pero también la figura humana.

### Técnicas de elaboración
No hay arquitectura, solo han llegado hasta nosotros esculturas y dibujos en piedra o hueso. Los dibujos eran de dos tipos, grabados o pintados, y las esculturas podían ser estatuillas o relieves:
- Pintura: Se usaban uno o dos colores que se obtenían con pigmentos minerales (manganeso para el negro, ocre para el rojo o el amarillo,...) u orgánicos (carbón, también para el negro), con un aglutinante orgánico (resina o grasa) o disueltos en agua; se podían simular realces más claros raspando la roca. Los colores se untaban directamente con los dedos, o también se podía escupir la pintura sobre la roca (como un aerosol bucal); en ocasiones se usaron «lápices» (ramas quemadas con las que se tiznaba la pared y bolas de colorante mineral aglutinadas con resina) o pinceles rudimentarios (escobillas y estropajos de fibras vegetales o animales). A veces se aprovechaban bultos y hendiduras de la pared para dar la sensación de volumen.
- Grabado: Es un dibujo a base de finas incisiones o cortes sobre el hueso o la roca, hechas con utensilios afilados de sílex llamados buriles. El grabado aparece desde los primeros tiempos del arte como un equivalente del dibujo, pero se desarrolla sobre todo durante el final del Auriñaciense y durante el Gravetiense (de este periodo destacan las plaquetas grabadas en El Parpalló, Valencia), para casi desaparecer durante el Solutrense. El grabado vuelve a ganar importancia en el Magdaleniense con la mayor variedad de estilos, temas, combinaciones y soportes que jamás se había visto.
- Relieve: Es un grabado cuyas incisiones son tan profundas que la figura se convierte en una escultura que sobresale de la roca o del hueso del soporte (como los bisontes esculpidos en la Fourneau-du-Diable; o el famoso pez de Gorge d'Enfer, ambas en Dordoña, Francia). El relieve solo aparece al final del Paleolítico europeo, es decir, en el Magdaleniense, y, casi siempre, asociados a santuarios exteriores: cuevas poco profundas iluminadas por luz natural.
- Estatuillas: Son pequeñas esculturas exentas, de piedra o de hueso, talladas por todos los lados. Casi siempre son figuritas femeninas llamadas venus paleolíticas (por ejemplo, la Venus de Brassempouy, en Francia). Las estatuillas son el tipo de arte paleolítico más extendido de Europa, con importantes escuelas, no solo en el área francesa, sino también en Europa Central y del Este (como se verá más adelante). Las estatuillas femeninas y de animales son muy antiguas, pero en Francia y en España, al parecer, la estatuaria animal es propia de la última fase del Paleolítico superior. A menudo, las estatuillas aparecen adornando instrumentos de uso práctico, como bastones perforados y propulsores.

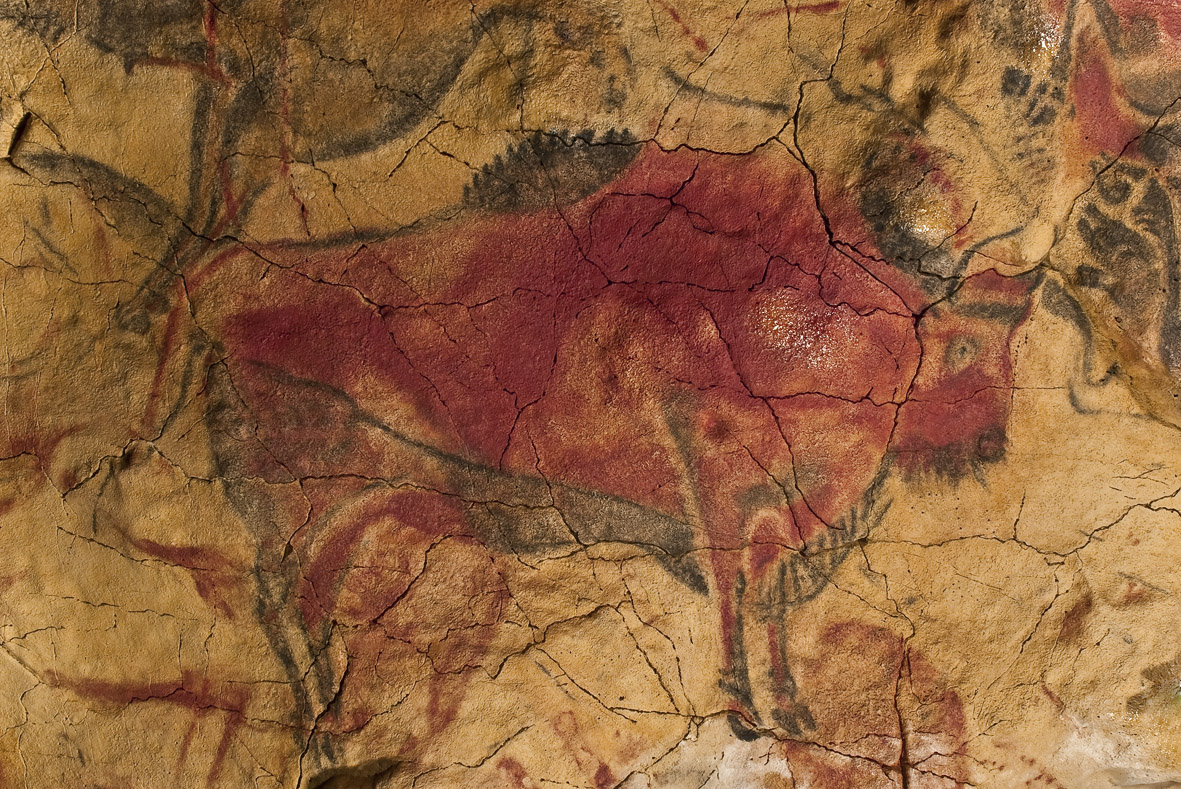
Pintura: Bisonte de la Cueva de Altamira (Cantabria)
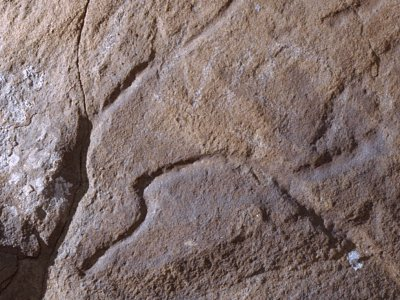
Grabado: Cabeza de caballo Cueva del Moro (Tarifa)
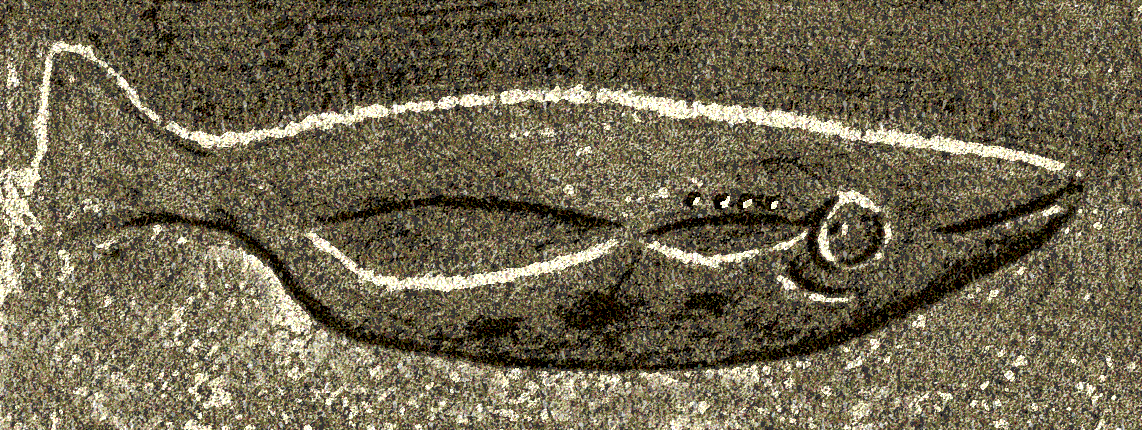
Relieve: Pez de la cueva Gorge d'Enfer (Francia)
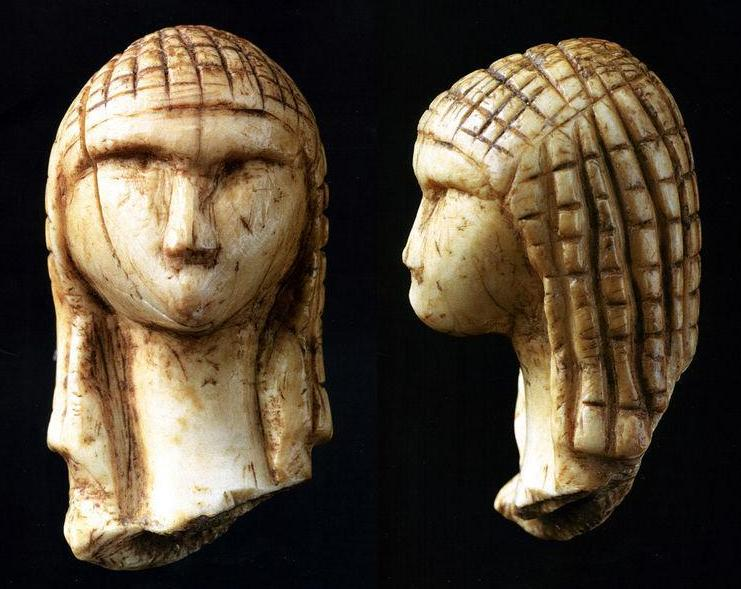
Estatuillas: Venus de Brassempouy (Francia)

### Temática
- Los temas preferidos eran animales (sobre todo toros, bisontes y caballos; aunque menos numerosos, también hay ciervos, osos, cabras, etc.). No obstante, debe olvidarse la imagen trillada que se tiene del arte paleolítico, de temática monótona y casi exclusivamente animalística. Evidentemente predominan los temas faunísticos, pero hay otras muchas escenas sorprendentemente elaboradas y excepcionalmente intrigantes.

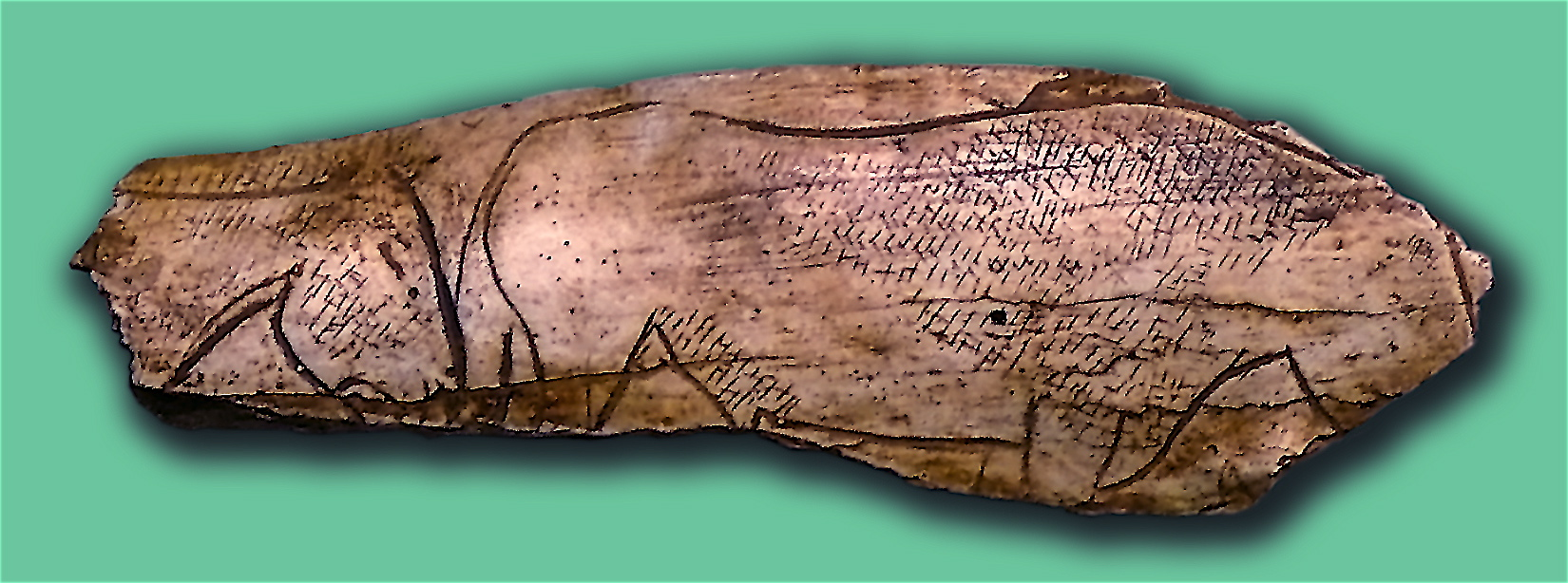
Caballos grabados de la cueva cántabra de El Pendo
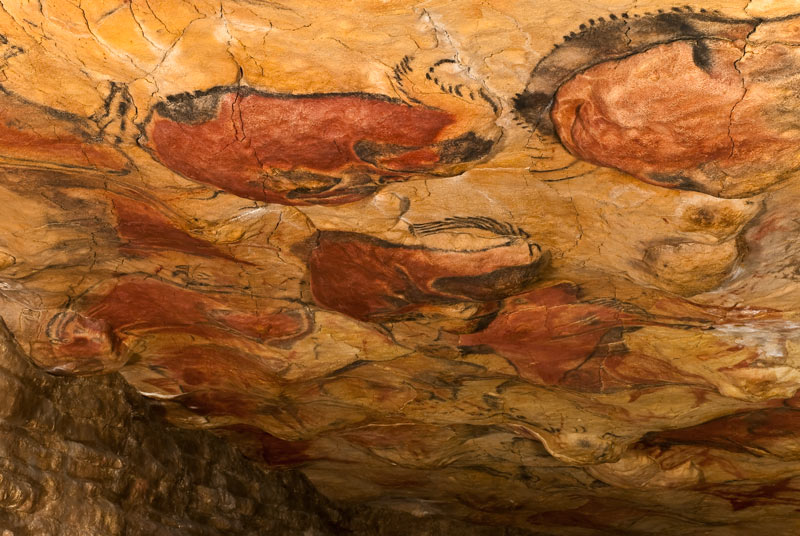
Sala de los polícromos de la Cueva de Altamira (Cantabria)

- Asimismo son muy numerosos los signos enigmáticos, algunos de ellos fácilmente identificables (como las manos impresas o los órganos sexuales masculinos y femeninos), y otros más abstractos llamados ideomorfos.

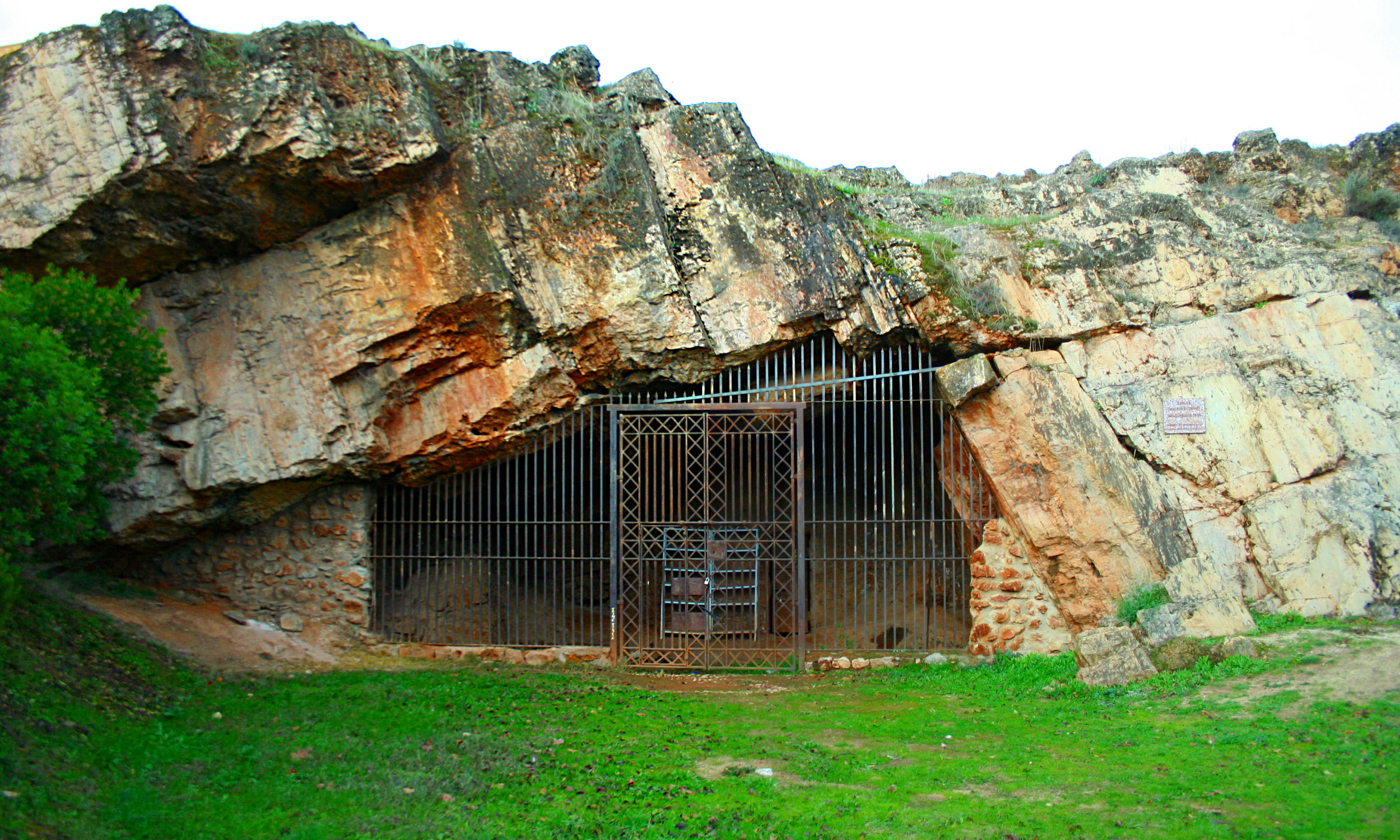
Maltravieso: el mayor conjunto de manos impresas del Paleolítico hispano
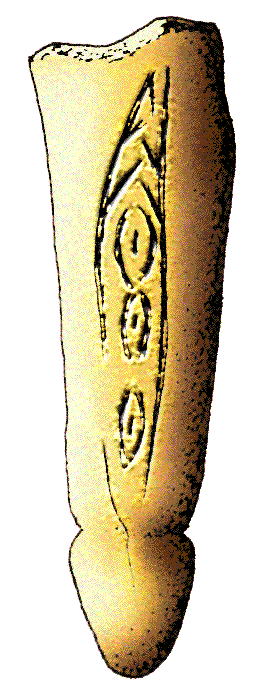
Órgano masculino: bastón fálico de asta de la cueva de Cuetu de la Mina (Asturias)
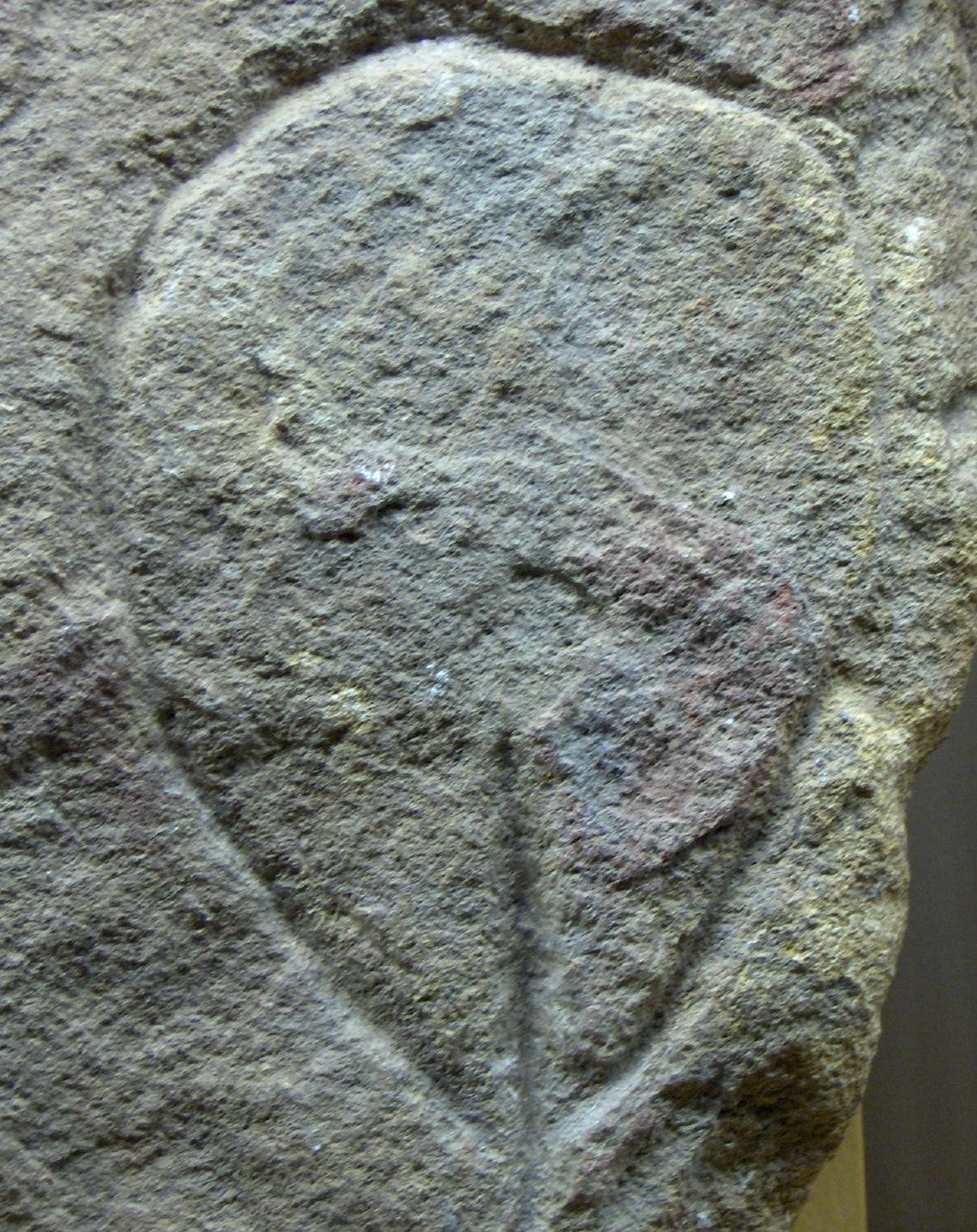
Órgano femenino: símbolo con forma de vulva, Musée de Saint-Germain-en-Laye, París
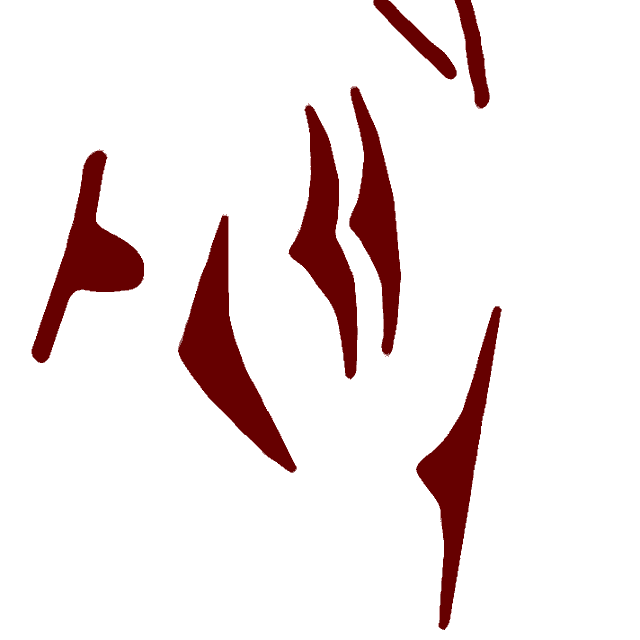
Ideomorfos de la Cueva de La Pasiega (Cantabria)

- Figura masculina: A veces aparecen hombres de rasgos grotescos y órganos sexuales muy detallados que, en cambio, tienen la cara desdibujada. En algunas ocasiones, se les añaden rasgos de animales (cuernos, crines, colas, pieles), antepasados mágicos de naturaleza híbrida (el tótem de la tribu), o magos disfrazados y enmascarados para las ceremonias (el chamán o hechicero).
- Figura femenina: Es mucho más abundante; son las llamadas venus paleolíticas, mujeres desnudas, con atributos sexuales muy marcados. También aquí, las caras suelen estar desdibujadas. Distinguimos dos tipos: el modelo antiguo es el de una mujer gruesa, con marcada esteatopigia, cuya silueta puede inscribirse en un rombo, por lo que suelen llamarse venus losángicas y son propias del Auriñaciense y del Gravetiense; el segundo tipo es el de mujeres estilizadas que aparecen en la última fase del Paleolítico europeo, el Magdaleniense. Se piensa que quizá, entre otras cosas, fueron representaciones de la fertilidad o ideales de belleza de la época.

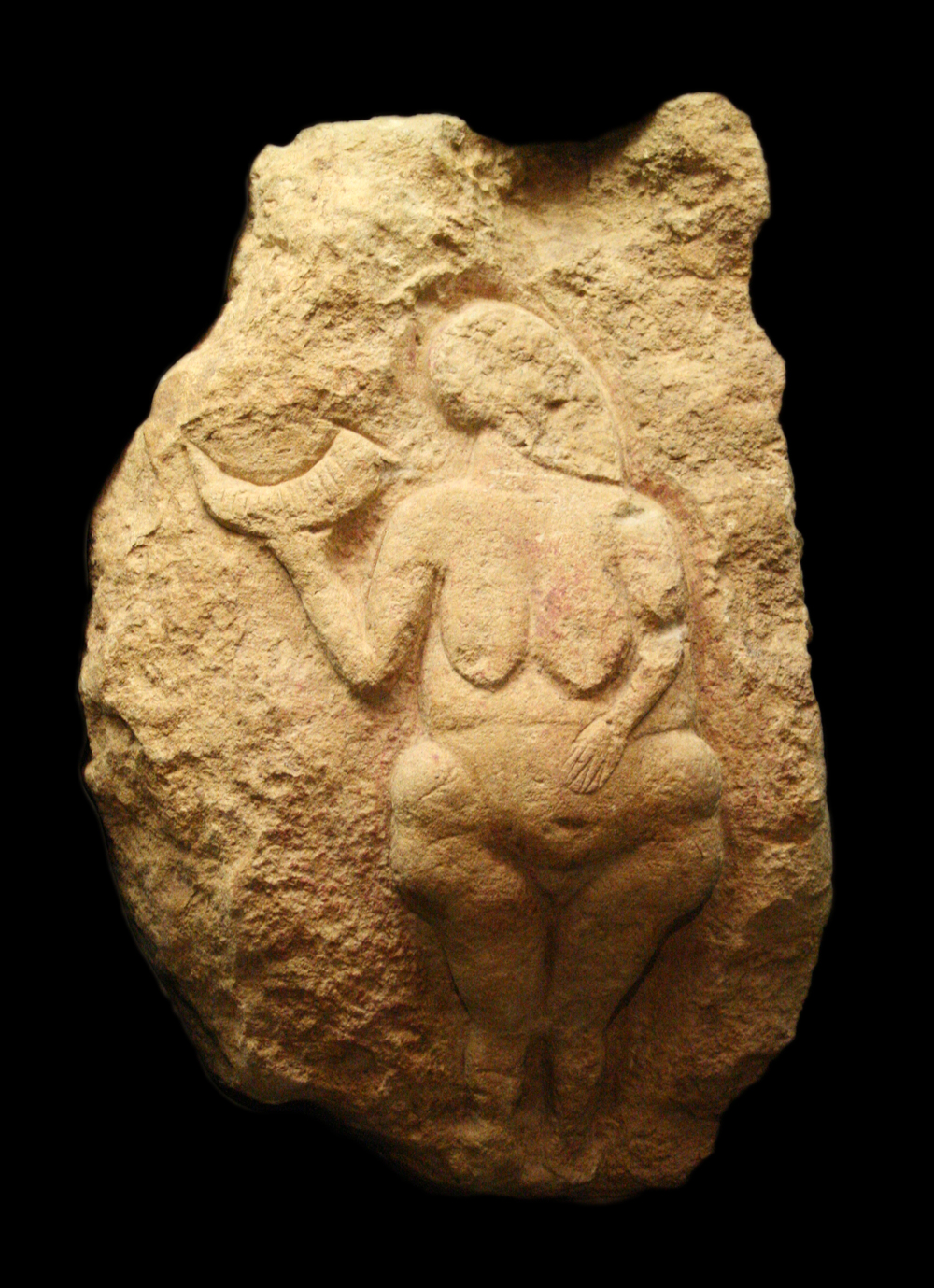
Figura femenina: Venus de Laussel (Burdeos, Francia)
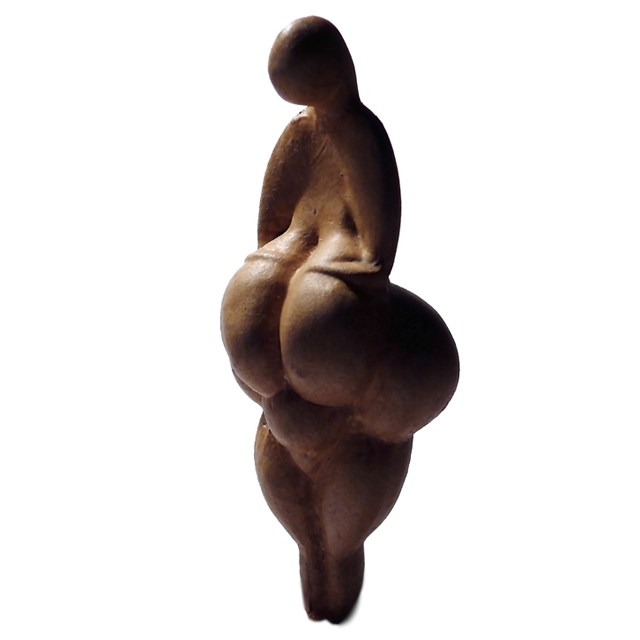
Figura femenina: Venus de Lespugue. Alto Garona (Francia)
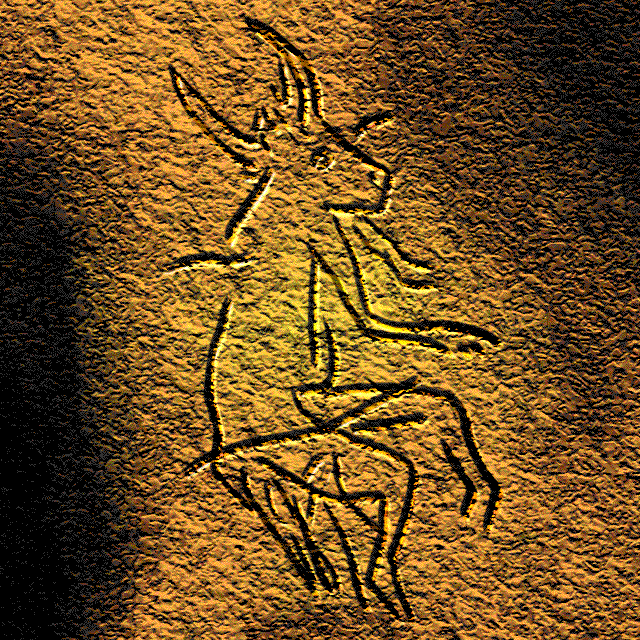
Figura masculina: Hechicero zoomorfo de Le Gabillou (Francia)
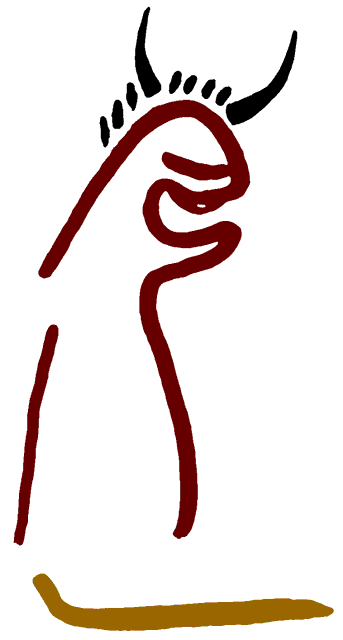
Figura masculina: Hechicero zoomorfo de La Pasiega (España)

### Estilo
Las figuras suelen ser realistas, con uno o dos colores y modelado de volúmenes, pero no forman escenas; están yuxtapuestas (colocadas unas junto a otras, o unas sobre otras) y, salvo excepciones, no hay sensación de movimiento, ni paisaje. Estamos pues ante un arte descriptivo, no narrativo. Sin embargo, se conservan algunos ejemplos excepcionales de escenas concretas de tipo narrativo, por ejemplo en Lascaux, en Les Trois Frères (ambas en Francia) o en la cueva de los Casares (Guadalajara, España). En ninguno de los casos parecen representaciones de escenas concretas o anecdóticas, sino, más bien, rituales genéricos (mitogramas) protagonizados por hechiceros o espíritus totémicos.

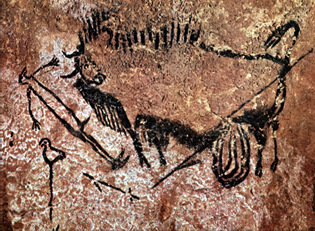
Hechicero (hombre-pájaro), embestido por un bisonte herido (Lascaux, Francia)
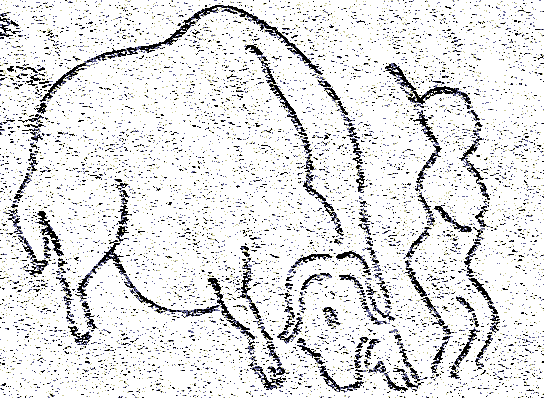
Humano perseguido por un bisonte, Roc-de-Sers (Charente, Francia)
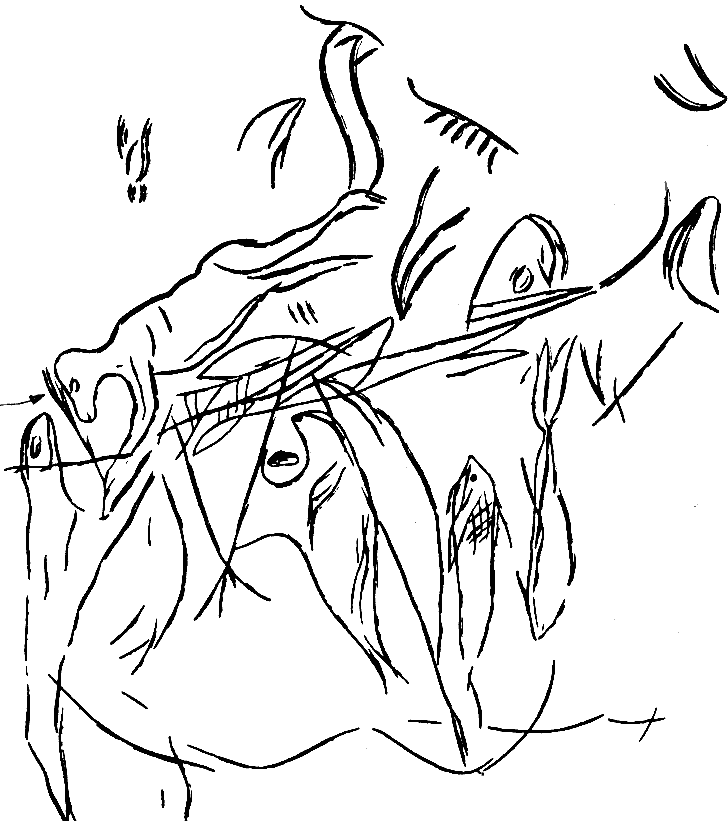
Escena de zambullida ritual en la cueva de los Casares (Guadalajara, España)
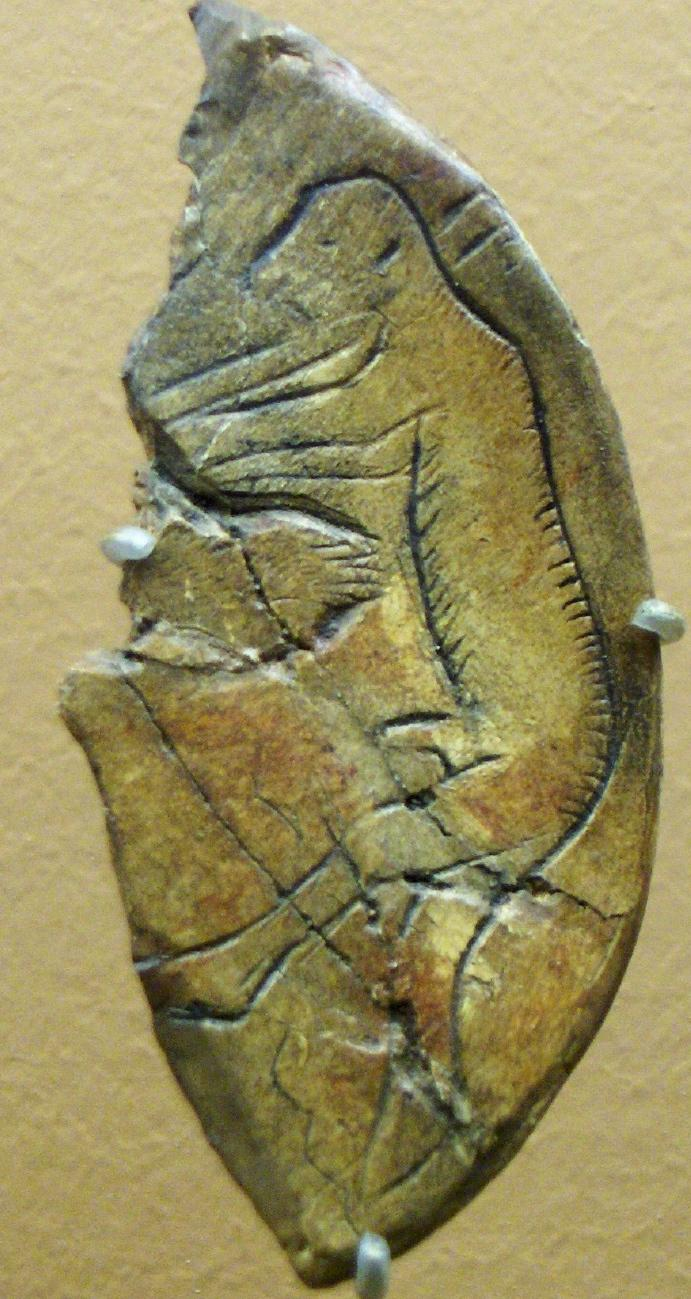
Humano atacado por un oso del que solo se ve la zarpa (Saint-Germain, Francia)

### Interpretación
La función del arte paleolítico nos es totalmente desconocida. Al principio se pensó que estas obras de arte se hacían solo por motivos estéticos (para adornar: el arte por el arte), y aunque nadie niega que los artistas paleolíticos debieron sentir satisfacción por la belleza de estas representaciones, esto sería secundario, y sin duda este arte era de carácter mágico o religioso. No se pueden hacer más precisiones; como mucho, se pueden formular varias teorías, pero sin pruebas sólidas:
- El totemismo: Esta teoría surge en la primera mitad del siglo XX, al comparar ciertos antropólogos las costumbres de los pueblos primitivos actuales con las obras rupestres paleolíticas. En concreto James George Frazer[10] fue uno de ellos, pero no el único, en extrapolar las costumbres de este tipo de pueblos actuales a las manifestaciones artísticas prehistóricas. El animal-tótem establece, por un lado, un vínculo espiritual entre el ser humano y la naturaleza y, por otro, es un factor de cohesión del grupo, ya que los individuos se sienten identificados con el símbolo que representa a su comunidad. En efecto, ciertas figuras representarían los espíritus del antepasado mítico de la tribu, el animal-tótem, una mezcla de hombre y animal. Estaría por tanto asociado al culto a los ancestros y a la reencarnación del humano en animal en otra vida. Recientemente se tiende a destacar este tipo de manifestaciones artísticas como un sistema comunicativo (ideográfico) destinado a señalar a la comunidad cuál es el territorio que ocupa, cuál es su organización, en qué se distingue de las demás comunidades; es decir, se subraya el carácter cohesionador, su idiosincrasia y su íntima relación con el medio natural que ocupan, es decir, su territorio.[11]
- El chamanismo: Ante la imposibilidad de explicar todas las representaciones conocidas ciertos antropólogos extrapolaron también las ideas animistas, según las cuales todas las cosas vivas poseen un espíritu sobrenatural que las anima. Esta interpretación es compatible con el totemismo y a veces ambos se confunden. Los intermediarios entre el mudo anímico y sobrenatural y el mundo material serían los brujos o chamanes, que utilizarían las cuevas pintadas como santuarios prohibidos a los no iniciados, lugares sagrados en los que se celebraban rituales minoritarios, reservados a unos pocos elegidos (retiros, ayunos, meditaciones, sueños premonitorios...): a veces, el brujo o chamán se colocaba una máscara, se disfrazaba y, con plantas alucinógenas y música repetitiva, entraba en trance, comunicándose con los espíritus.
- La fecundidad y magia propiciatoria: Esta teoría había sido formulada por Salomón Reinach en 1903, pero fue popularizada por el prestigioso historiador Henri Breuil en 1952.[12] Realmente Breuil adoptó la idea de Reinach, pero, aparte de cambiar totalmente su interpretación cronológica, la enriqueció con numerosas investigaciones de antropólogos, filósofos y prehistoriadores, así como su conocimiento de primera mano del arte paleolítico, cosa de la que carecía Reinach. Según el prestigioso abate, las representaciones servirían para pedir a los espíritus que la caza fuera abundante, que los animales procreasen y que se pudieran abatir todas las piezas necesarias. Esta teoría justificaría que los animales representados fueran hembras preñadas y también que haya animales heridos por lanzas. Las venus serían diosas de la fecundidad que traerían la abundancia (por eso se las representaría obesas) y las figuras masculinas serían los hechiceros en plena ceremonia. Las manos serían la firma de los participantes en las ceremonias, y aquellos que pasaban a pertenecer a la categoría de cazadores adultos. Asimismo, la representación de animales peligrosos «no comestibles» era una forma de controlarlos y alejarlos de las presas que el ser humano anhelaba. Sin embargo, esta teoría tampoco explicaba todas las manifestaciones rupestres conocidas. A pesar de ello, las ideas de Breuil han sido relanzadas en los años noventa a raíz de una serie de avances en los sistemas de datación del arte parietal. De nuevo, vuelven a considerarse los planteamientos mágico-propiciatorios. Pero igualmente se han relanzado las ideas sobre el chamanismo y el totemismo, incluyéndolos dentro de un mismo hilo conductor, aunque sin llegar a considerarlos nunca exactamente iguales.[13]
- Dualismo de la naturaleza: La teoría más ambiciosa (propuesta por el francés André Leroi-Gourhan) parte de un paradigma estructuralista, rechazando la extrapolación antropológica con tribus primitivas actuales (sin embargo él era antropólogo y no pudo evitar apoyarse en esta disciplina). Su intención es abarcar toda la estructura de la sociedad paleolítica de Europa Occidental y la península ibérica, entendiéndola de un modo holístico, como un sistema en el que todo está interconectado, desde la superestructura ideológica, hasta la infraestructura económica, pasando por todos los estadios intermedios. Además, Leroi-Gouhan introdujo sistemas de análisis estadístico y modelos complejos para descifrar la organización interna de los conjuntos artísticos con su contexto externo.[14] De este modo, llega a obtener un panorama supuestamente completo y válido para todo el arte paleolítico, como la manifestación de una serie de religiones que comparten una tradición común en la que los animales, los signos abstractos y símbolos sexuales masculinos o femeninos representarían a las dos fuerzas opuestas de la naturaleza en conflicto y renovación constante. A esto se añade la idea de Annette Laming-Emperaire que sostiene que tales fuerzas son lo masculino y lo femenino:[15] La mujer sería el bisonte y el toro, mientras que el hombre sería el caballo. Del mismo modo, las armas representarían al hombre y las heridas y la sangre a la mujer. También el papel de uno y otro sería opuesto: la mujer, una venus obesa generadora, y el hombre grotesco, cazador y destructor. Según Henri Delporte,[16] el hecho de que las representaciones masculinas y femeninas estén, generalmente, en relación de oposición, no quiere decir que sean reflejo de creencias meramente sexuales, esto es, ritos y mitos de fecundidad. Se trata más bien de una cosmogonía explicada a través de una oposición. En cualquier caso, no se pretende decir que una única religión dominase todo el Paleolítico superior, sino que todas ellas comparten el mismo sistema, la misma estructura básica.
- Simbolismo: En las últimas décadas se intenta determinar si la organización, tanto de elementos figurativos como abstractos, su estructura y su ritmo, responden a algún código de comunicación de conocimientos o de registro de acontecimientos. Por ejemplo, si se trata de la representación de una cosmogonía, de alguna especie de calendario primitivo en el que se reflejen hechos repetitivos fundamentales, aspectos estacionales, etc. De la combinación de formas representadas simples y complejas, del modo en que se relacionan, se pretende obtener una forma de lenguaje mitográfico, pictográfico o ideográfico en el que cada animal y cada símbolo tengan un significado diferente, según el modo en que se asocien y el contexto en el que aparezcan. Algunos defensores de este paradigma llegan demasiado lejos en sus conclusiones, superando lo estrictamente científico.[17]

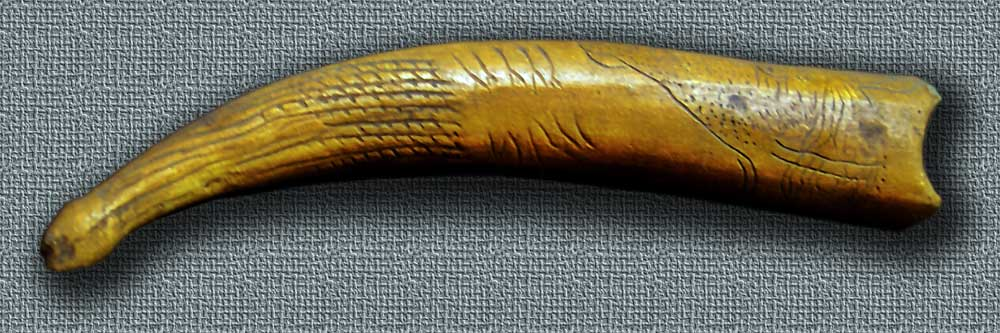
Bastón fálico decorado Cueva del Valle (Cantabria)
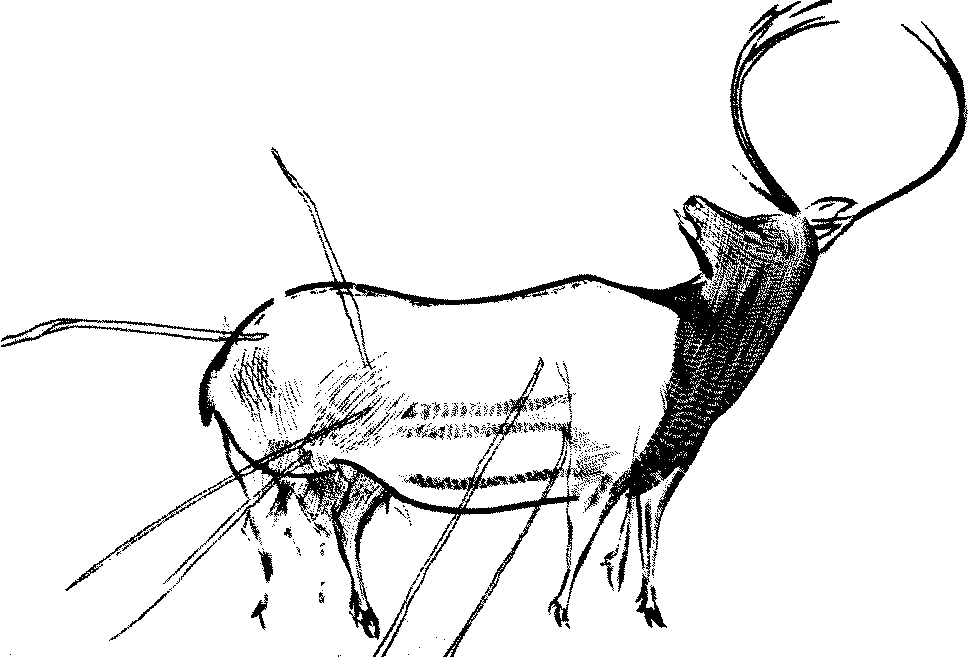
Ciervo herido de la cueva de la Peña de Candamo (Asturias)
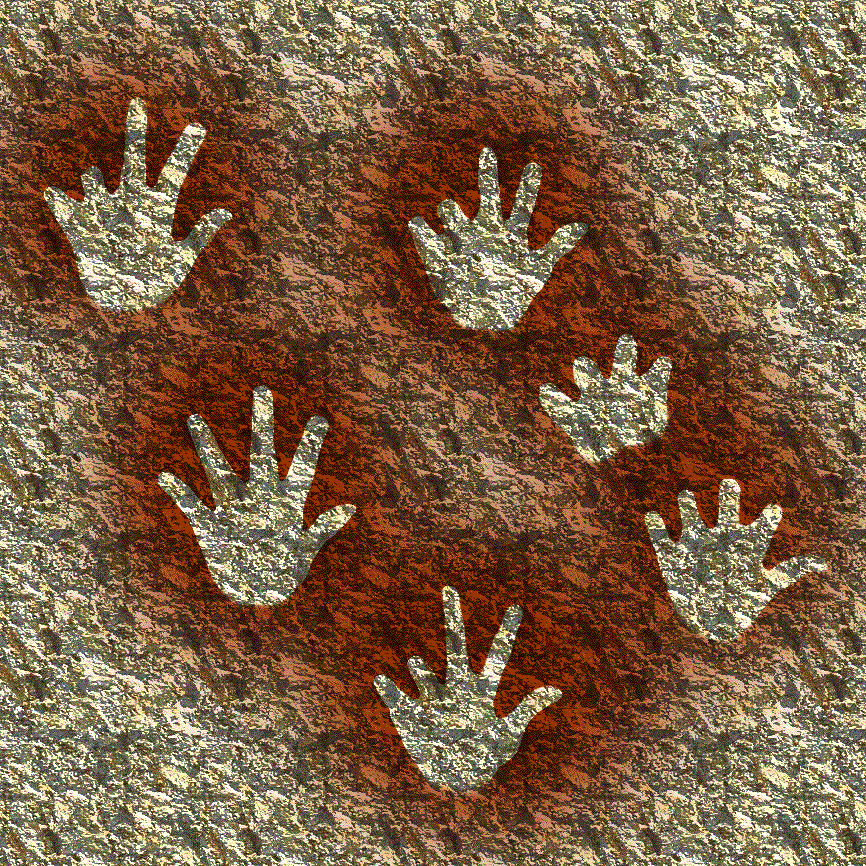
Manos impresas de la Gruta de Gargas (Francia), de las mal llamadas «con falanges amputadas»
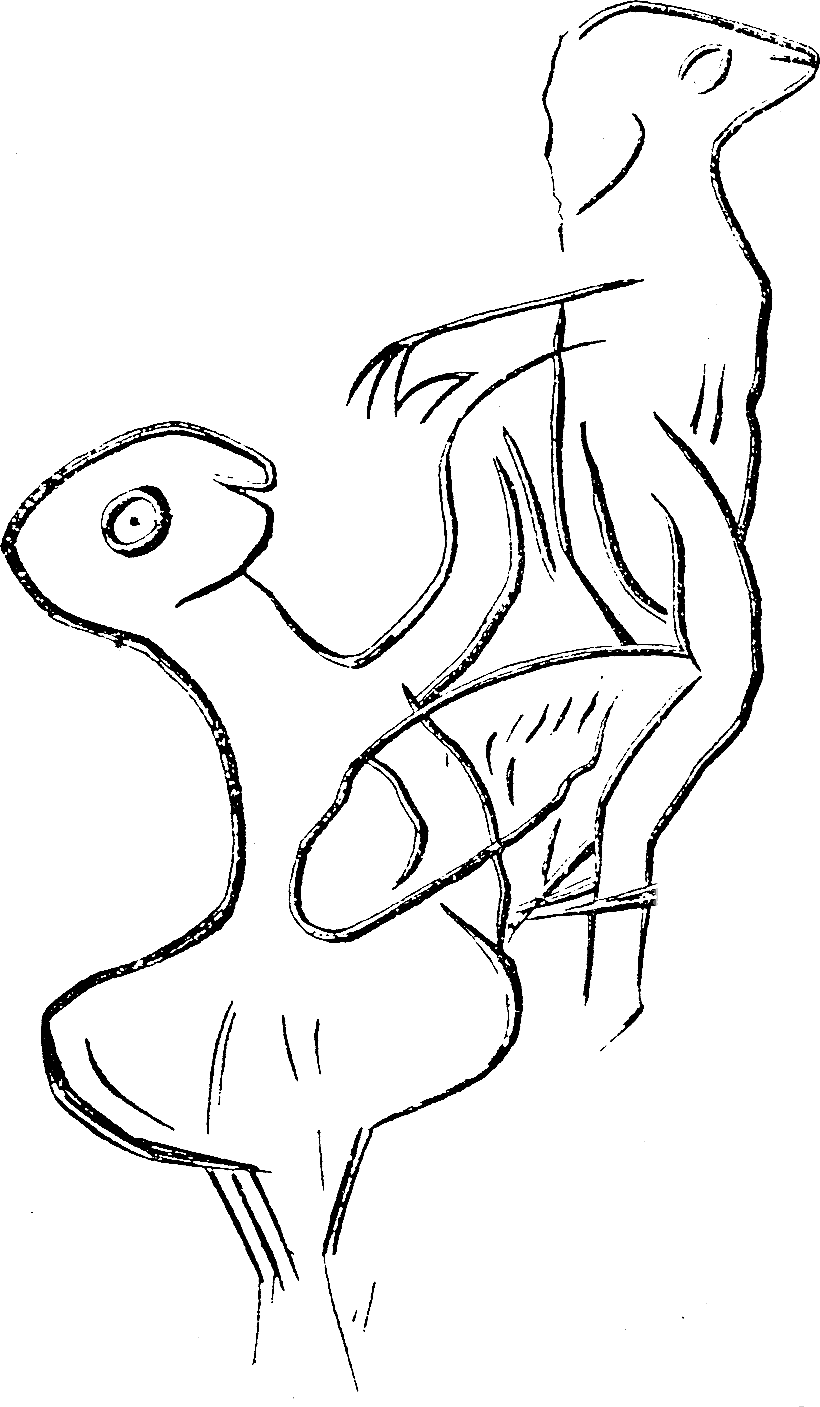
Hierogamia o coito ritual de la Cueva de los Casares (Guadalajara)

En realidad, es posible que todas las teorías tengan algo de verdad y que solo aunándolas se pueda interpretar el significado del arte paleolítico. Por otra parte, al contrario que las ideas expuestas (que van de lo general a lo particular) existen numerosas teorías, recientes, que intentan partir del estudio independiente de cada cueva, incorporando no solo elementos mágico-religiosos o estructurales, sino también otros coyunturales como el simbolismo o la comunicación ideográfica, con la esperanza de llegar, en el futuro, a una explicación general. En todo caso, también habría que incluir un legítimo interés por la estética, demostrado tantas veces por los artistas paleolíticos. Ese interés supera las explicaciones coyunturales o las estructurales relativas a la «magia-caza-fecundidad», incluso la oposición de contrarios de Leroi-Gouhan, quedando subyacente, en toda la secuencia, una intencionalidad artística en tanto que búsqueda de la perfección y del sentido de la belleza.
Actualmente, los enfoques son menos pretenciosos, investigando la realidad de cada yacimiento antes de sacar una conclusión global sobre todo el arte paleolítico; existe una tendencia general a admitir motivaciones muy diversas, escuelas artísticas diferentes e incluso religiones distintas. El enfoque plural ha sido sustituido por la multicausalidad y por la singularidad de cada yacimiento. Asimismo se ha introducido la idea (similar al action-painting contemporáneo) de que el puro hecho de elaborar una obra de arte prehistórico, la gestualidad llevada a cabo, es un ritual en sí mismo.

### Cronología
La datación de las obras de arte paleolíticas es uno de los problemas más importantes, sobre todo si se trata de arte parietal, carente de contexto arqueológico que pueda ayudar a ponerle fecha. Para solucionarlo se usan métodos indirectos y extrapolaciones (comparando el estilo de obras exhumadas en excavaciones, y con cronología segura, con las obras murales). Otro método posible cuando varias figuras se superponen consiste en emplear estudios de estratigrafía que permiten saber cuál de las figuras es anterior y cuál es posterior. Los últimos avances permiten aplicar técnicas de datación absoluta, lo cual puede ser definitivo: concretamente el radiocarbono (que ahora se puede aplicar con muestras mucho más pequeñas), la termoluminiscencia, el análisis de pigmentos, etc. Pero estos métodos se han aplicado muy pocas veces, por lo que predominan las periodizaciones basadas en datos parciales, estilísticos y extrapolaciones:
La primera propuesta seria nació de la mano del Abate Breuil, que aceptaba que el arte debía evolucionar de lo simple a lo complejo, de lo esquemático a lo realista (con un paradigma claramente presentista). Para él había dos grandes ciclos estilístico-cronológicos sin parentesco entre sí:
- El auriñaco-perigordiense, dominado por una tonalidad dominante roja que parte de signos muy sencillos (como puntos, manos y trazos lineales) hasta llegar a la combinación de dos colores
- El solutreo-magdaleniense, que también evoluciona de la monocromía a la bicromía, pero con una tonalidad dominante negra.

Otra de las propuestas es la de las tres fases de Annette Laming-Emperaire, que destaca por su sencillez:
- Una fase arcaica (auriñaciense-perigordiense).
- Una fase transicional (que acogía las últimas representaciones de la etapa precedente y las primeras del ciclo solutreo-magdaleniense).
- Una fase final, Magdaleniense en la que los polícromos suponían el último paso evolutivo.

Seguiremos la cronología propuesta por André Leroi-Gourhan, por ser la más extendida, pero hay otras propuestas válidas. Esta datación no solo se basa en los estudios estratigráficos, también tiene en cuenta las relaciones entre los animales representados en cada cueva, la contradicción de temas binarios y su posible significado. Aunque considera importantes los rasgos formales y estilísticos, no presupone una evolución de lo simple a lo complejo. De hecho, se constata que en los ideomorfos ocurre a la inversa (cada vez son más abstractos):
| Cuadro crono-estilístico del Arte Paleolítico según Leroy-Gourhan |                                                  | |
| Imágenes de ejemplo | Etapa o estilo: Resumen y características.       | Conjuntos o lugares destacados. |
| | Periodo Prefigurativo                            | Lugares: *Bilzingsleben *Sierra de Atapuerca *Venus de Berejat Ram *Venus de Tan-Tan *Cueva de Las Grajas *Lunel-Viel *Port-Launay *Pech de l'Aze                      |
| Los datos previos al nacimiento inequívoco del arte se remontan al Paleolítico inferior y al Paleolítico medio. En general, este periodo puede definirse como una búsqueda de lo estético a través de la simetría de los utensilios o de un finísimo acabado que supera las necesidades prácticas de ciertos utensilios, es decir, se ha desarrollado ya un sentido estético. Algo parecido ocurre con las «colecciones de artefactos curiosos» y adornos corporales atribuidas a los neandertales. No obstante, algunos hallazgos excepcionales, como los que se citan al margen, inducen a pensar que la inteligencia del ser humano había alcanzado cierto nivel de abstracción que conducirá al verdadero arte. Al comenzar el Paleolítico superior, no hay constancia de que el arte apareciese desde el primer momento; así, tenemos que el Châtelperroniense no tiene un arte desarrollado plenamente. |                                                  | Lugares: *Bilzingsleben *Sierra de Atapuerca *Venus de Berejat Ram *Venus de Tan-Tan *Cueva de Las Grajas *Lunel-Viel *Port-Launay *Pech de l'Aze                      |
| | Periodo I, «Figurativo Geométrico»               | Lugares: *Abri Cellier *Abrí de Belcayre *La Ferrassie *La Bernous *La Pasiega *El Pindal                                                                              |
| Abarca desde el final del Châtelperroniense y, sobre todo el Auriñaciense: desde hace unos 30 000 años. No hay nada seguro en cuanto a arte parietal, salvo, quizá, el bisonte de La Bernous, lo demás son bloques de piedra y huesos decorados de arte mueble. El estilo se caracteriza por el geometrismo y las representaciones incompletas de los animales. Hay también signos e ideomorfos. Es decir, que, de un modo rudimentario, ya tenemos todos los elementos del arte paleolítico posterior. Para Leroi-Gourhan, las figuras no son simplificaciones, sino abstracciones. Se basa, para documentar su afirmación, en la oposición de bóvidos y caballos, en las figuras ovales junto a puntos, es decir, asociaciones binarias. |                                                  | Lugares: *Abri Cellier *Abrí de Belcayre *La Ferrassie *La Bernous *La Pasiega *El Pindal                                                                              |
| | Periodo II, «Figurativo sintético elemental»     | Lugares: *Abrí Labatut *Pair-non-Pair *Gargas *Gorge de l'Enfer *Hornos de la Peña *Chufín...                                                                          |
| Comienza bien entrado el Perigordiense Superior/Gravetiense, hace unos 27 000 años (tal vez abarca el principio del Solutrense). Es la época en la que aparecen grandes santuarios con complejos artísticos organizados, la mayoría de ellos exteriores, es decir, a los que llega, directa o indirectamente, la luz natural. Las figuras ya están completas y, en el caso de los animales, se aprecian detalles de la anatomía como la línea cérvico-dorsal y otros elementos, pero solo se representan las líneas esenciales para la identificación genérica de cada especie. Los caballos aparecen con una línea cérvico-dorsal exagerada. A esta época pertenecen las típicas imágenes de venus esteatopigias, de formas generosas y con órganos sexuales muy desarrollados. Los ideomorfos y los símbolos mantienen cierta simplificación y geometrización. |                                                  | Lugares: *Abrí Labatut *Pair-non-Pair *Gargas *Gorge de l'Enfer *Hornos de la Peña *Chufín...                                                                          |
| | Periodo III, «Figurativo sintético evolucionado» | Lugares: *Roc de Sers *Chauvet *Pech Merle *Lascaux *La Pasiega *Covalanas *Candamo *El Castillo *Cueva del Moro                                                       |
| Abarca el Solutrense medio y superior y el Magdaleniense inicial, es decir, desde hace unos 20 000 años. Es un estilo mucho más extendido y con muchos más datos que permiten entenderlo mejor. Tiene un número reducido de obras, pero muy extendidas geográficamente. Subsiste la tradición, ya vista en el periodo II, de dibujar la línea cérvico-dorsal de los animales, aunque ahora se hace más dinámica y se le añaden las bandas cruciales, las crineras y el vientre en «M». En el caso de los cérvidos y bóvidos, las cuernas aparecen en posición de tres cuartos, incitando cierto sentido de la perspectiva. Aunque cada especie se representa con rasgos diferenciales, los animales son, en general, microcéfalos, especialmente los caballos y los ciervos; el cuerpo suele ser enorme, grávido, es decir, con el vientre abombado. Ya hay una representación convencional del movimiento (el llamado «trote estereotipado»)                                                                               |                                                  | Lugares: *Roc de Sers *Chauvet *Pech Merle *Lascaux *La Pasiega *Covalanas *Candamo *El Castillo *Cueva del Moro                                                       |
| | Periodo IV, «Figurativo analítico»               | Lugares: *La Chaire-a-Calvin *Laugerie-Haute *Niaux *Les Trois Frères *Les Combarelles *Rouffignac *Font de Gaume *La Pasiega *La Pileta *Nerja *Los Casares *Altamira |
| Aparece como un proceso evolutivo sin solución de continuidad, por lo que es muy difícil establecer su separación con el periodo III. En todo caso, se asocia al Magdaleniense superior, a partir de unos 15 000 años de antigüedad. Entre sus rasgos distintivos, cabe destacar el desarrollo masivo del arte mueble y los santuarios interiores. Aunque no se pierden los convencionalismos, se atenúan, lo que da más realismo a las representaciones. Además, aparece el modelado del relieve, los trazos modelantes que simulan pelaje, los contornos difuminados, numerosos detalles anatómicos y la bicromía se generaliza. Todo ello da un enorme realismo a las representaciones, aunque las figuras parecen flotar sin que haya sensación de gravedad. El Periodo IV suele dividirse, a su vez, en dos fases, el Antiguo, correspondiente al Magdaleniense Inferior; y el Reciente, propio del Magdaleniense Superior en el que por primera vez aparecen representados renos y los convencionalismos son mínimos. |                                                  | Lugares: *La Chaire-a-Calvin *Laugerie-Haute *Niaux *Les Trois Frères *Les Combarelles *Rouffignac *Font de Gaume *La Pasiega *La Pileta *Nerja *Los Casares *Altamira |

En España suelen usarse las periodizaciones propuestas por los franceses, aunque el profesor Francisco Jordá Cerdá, de la Universidad de Salamanca propuso una secuencia para la península ibérica:
- Ciclo Auriñacogravetense: Periodo inicial que, según el propio Jordá explica, es un periodo equivalente al propuesto por Henri Breuil, salvo algunas partiularidades peninsulares.
- Ciclo Solutreomagdalenense: Abarca el Solutrense y el Magdaleniense Antiguo.
- Ciclo Magdalenense final: es el período de apogeo Magdaleniense Superior al que seguirá la decadencia epipaleolítica del Aziliense.

Por supuesto, existen otras propuestas cronológicas y los datos se están revisando continuamente. No podemos dejar de citar los trabajos de J. Clottes, quien en 1995 aplicó la técnica del
14C a las pinturas de Chauvet, que, como se aprecia en el cuadro anterior, Leroi-Gourhan había situado en el Periodo III «figurativo sintético evolucionado». El resultado fue de más de 25 000 años de antigüedad, es decir, mucho más antiguo de lo supuesto. Esto implicaba replantearse por completo todas las cronologías elaboradas por métodos relativos o por extrapolaciones. Pero como muy pocas cuevas han sido datadas por métodos absolutos, es pronto para poder hacer un cuadro sistemático. Con estos nuevos avances ya ha comenzado la polémica. Por ejemplo, el controvertido Robert Bednarik ha llegado a afirmar que:

«Las más conocidas pinturas de Lascaux (especialmente los grandes bóvidos y cérvidos, por ejemplo, los más recientes) parecen ser del periodo Holoceno. No conozco la edad concreta de las pinturas de esta cueva, ni de ninguna otra. Sin embargo, Bahn ha presentado argumentos muy sólidos sobre que en ella se mezclan obras de arte del final del Pleistoceno y del Holoceno...»
Robert Bednarik

Esta especie de insinuación ha causado mucho revuelo y ha sido rechazada por la mayoría de los especialistas, entre ellos, por Lawrence Guy Straus;

## El arte paleolítico en el resto de Europa

### El arte paleolítico en Italia
En Italia se documentan numerosos yacimientos de arte mobiliar, destacando, entre ellos, Grimaldi y Savignano. Son famosas las venus italianas, que recuerdan a las del norte, por ejemplo la Venus de Savignano, la de Barma Grande la de Chiozza di Sacandiano y la de Balzi Rossi, de época gravetiense, aunque la mayoría carece de contexto arqueológico fiable. El único arte parietal de esta zona norteña es la cueva de Cavillon.

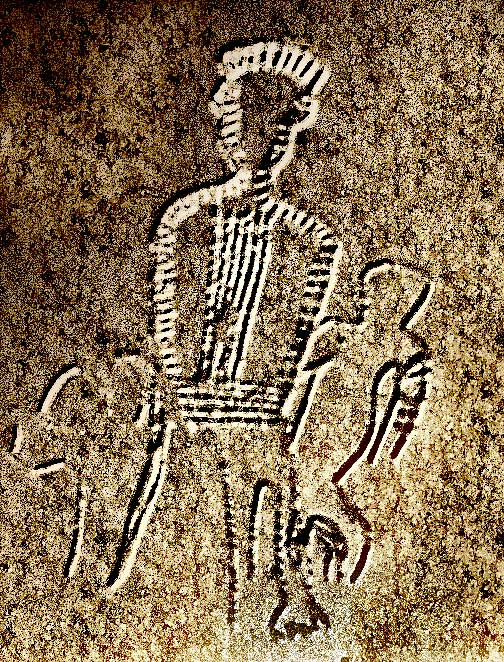
Figura humana frontal en la Cueva de Levanzo
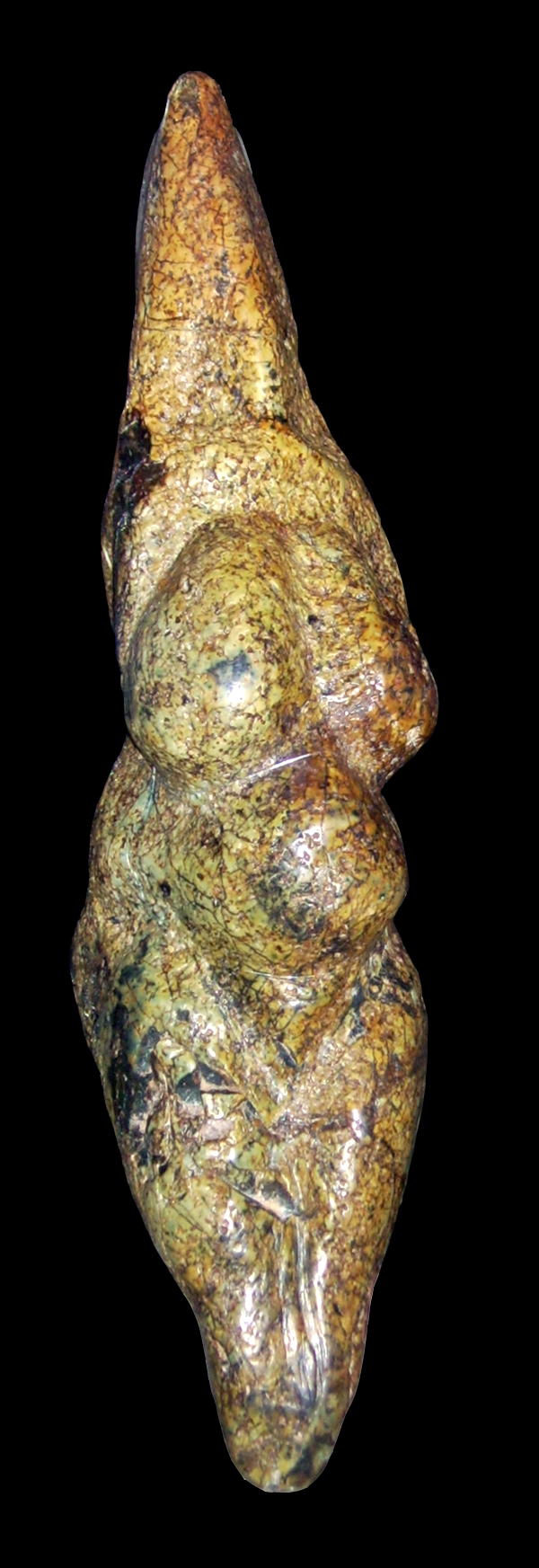
Venus de Savignano (Módena)
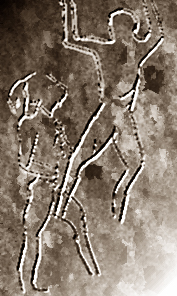
Escena de la Cueva de Addaura (Sicilia)

Respecto a la zona sur, encontramos arte parietal en la cueva Romanelli, la cueva de Romito y la cueva Paglizzi, pero en todas es muy escaso. En la cueva Paglizzi el estilo es muy clásico, es decir, muy similar al del área franco-española; en cambio, el de la cueva Romanelli destaca por un característico relleno del interior de las figuras, con trazos de todo tipo, pero sin interés volumétrico. En Sicilia las cuevas tienen conjuntos mucho más relevantes que, a pesar de su aparente sencillez, parecen del final del Paleolítico, muy en la línea del futuro arte epipaleolítico con el que no parece haber rupturas. En Addaura abundan las representaciones humanas en lo que parece ser una escena narrativa llena de dinamismo. En Levanzo, junto a antropomorfos muy similares, es decir, escenas narrativas muy dinámicas, aparece una fauna claramente paleolítica, lo que confirmaría la edad de las representaciones.

### El Arte Paleolítico en Europa Central y Oriental
En Alemania y Suiza, donde podemos atisbar una provincia artística, se suceden varios periodos estilísticos de arte mueble:

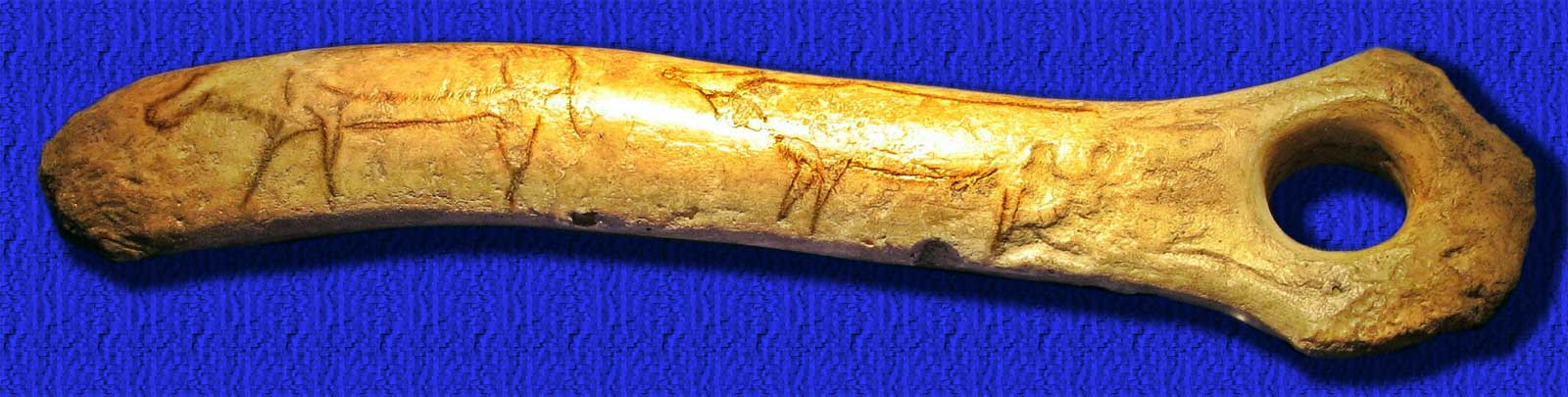
Bastón perforado con cérvidos grabados, procedente de los alrededores de Constanza (Alemania).

- Fase Vogelherd: Corresponde a una etapa mal definida cronológicamente, parece antigua (quizá equivalente Auriñaco-Gravetiense occidental), anterior al Würm III y en ella destacan estatuillas de marfil, de piedra y de arcilla, así como objetos de líneas incisas y bandas de puntos.
- Fase Kesserloch: En este caso podemos hacer una correlación segura con el Magdaleniense occidental (fase IV, oscilación de Bølling). En este rico periodo encontramos propulsores, varillas con decoración geométrica, contornos recortados e incluso esculturas. Los yacimientos más importantes son el epónimo de Kesserloch (Thayncen, Suiza) y el de Oberkassel (Hamburgo, Alemania).
- Fase Gönnersdorf: Parece una fase estilísticamente intermedia (correlacionable con el Magdaleniense occidental, fase V e inicio de la fase VI). Son muy abundantes las representaciones femeninas denominadas claviformes, pero también son abundantes las representaciones de mamuts, caballos y símbolos sexuales. Aparte del yacimiento epónimo de Gönnersdorf, destacan Nebra, Oelknitz y Hohlenslein.
- Fase Petersfeld: Es un periodo que suele equipararse al Magdaleniense VI occidental (Dryas II); sus rasgos son la abundancia de representaciones de cabezas aisladas, abunda la figura del reno en el arte mueble y se reafirma la tendencia a la esquematización vista en la fase anterior, esto es, las representaciones femeninas claviformes, a veces perforadas, como si hubiesen sido utilizadas como colgantes, y las composiciones suelen ser variadas (en fila, parejas afrontadas como en una danza...)

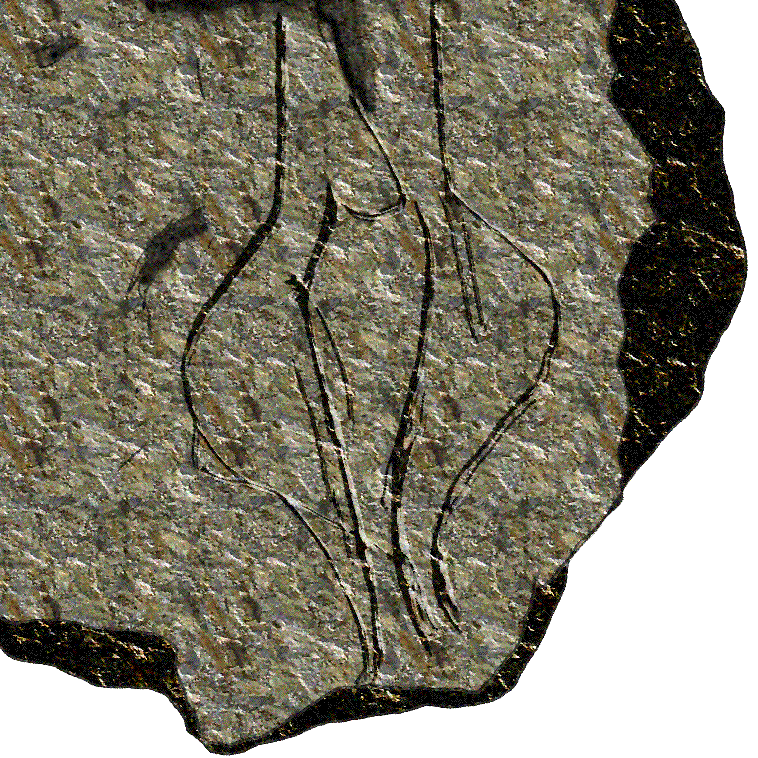
Venus claviformes, Gönnersdorf (Alemania)
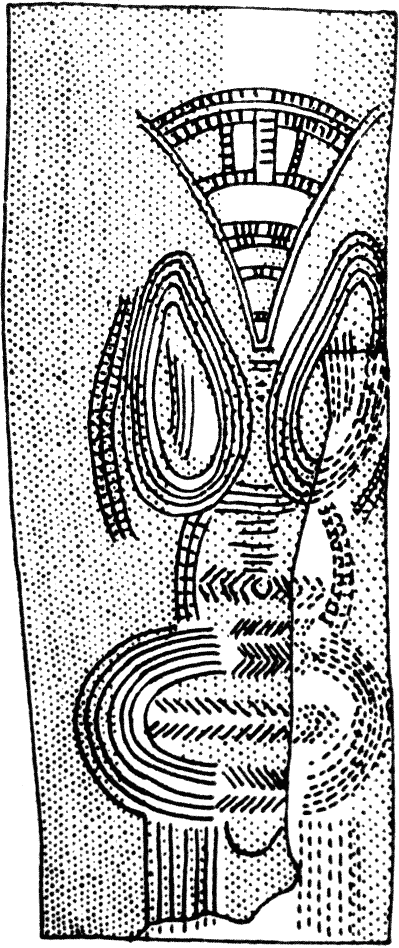
Figura de Predmost sobre defensa de mamut
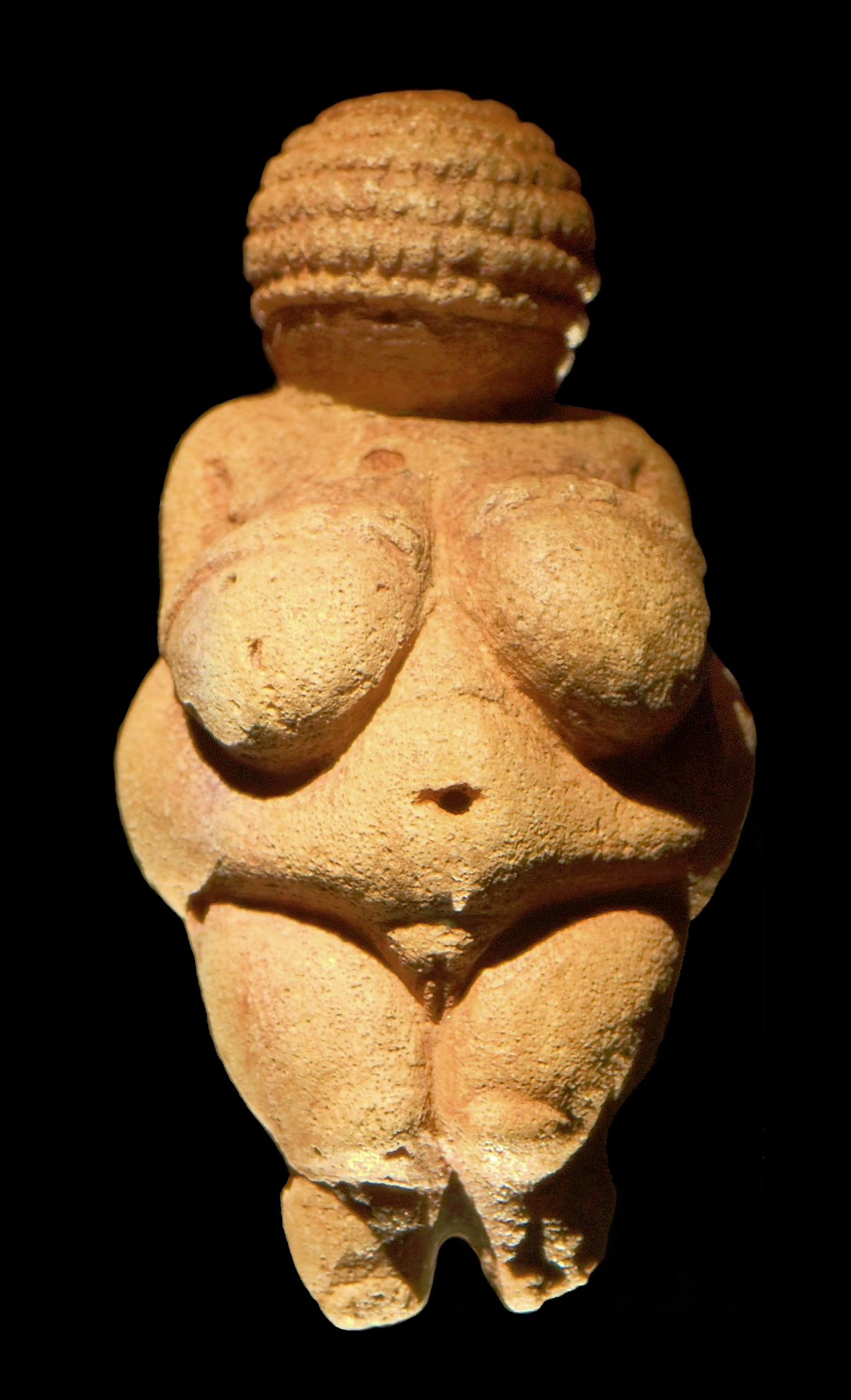
Venus de Willendorf (Austria)
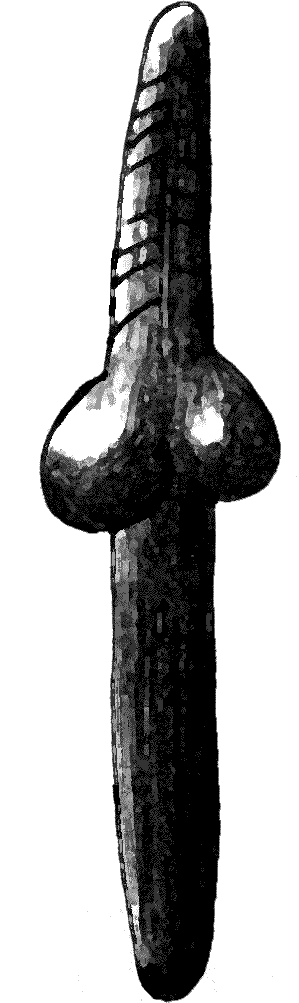
Una de las venus estilizadas de Dolni-Vetonice

Existiría otra provincia artística en las llanuras centrales del Danubio, en la República Checa y Austria: Al parecer es una zona habitada por cazadores de mamuts con cierta relación estilística con la zona francesa. Existe una fase inicial (equivalente al Auriñacense), llamada Pavloviense por el yacimiento epónimo de Pavlov, donde apareció una figura de león recortada sobre marfil. Aunque, desde el punto de vista artístico, la obra más destacada es la Venus de Willendorf (Austria), por ser una de las primeras que se encontró (1908); pero otras obras conservadas de esta época son también sorprendentes, por ejemplo, el Hombre-León de Hohlenstein (Danubio alemán), Predmost (Moravia) y el gran conjunto de Dolni-Vestonice (Brno, República Checa) cuya cronología alcanza tiempos equiparables a los del Magdaleniense clásico.
- Dolní Věstonice es un yacimiento excepcional donde aparecieron varias decenas de estatuillas, tanto de animales como antropomorfas. Se han llegado a exhumar estructuras de habitación, una de las cuales fue interpretada como la casa del artista, con miles de restos de obras de arte alrededor del hogar, la mayoría hechas de barro cocido. También se hallaron restos de flautas, con lo que se ha llegado a especular que el artista era, tal vez, un chamán.[29]

En toda Europa oriental solo se conocen algunas cuevas excepcionales, entre ellas la cueva de Cuciulat en Rumanía y las pinturas de almagra roja de la cueva de Kapova, en Rusia. Fueron descubiertas en 1961 en el sur de los Montes Urales, cerca del río Belaya. Hay inmensas galerías con más de cuarenta representaciones de mamuts, bisontes, rinocerontes y caballos; y, más dudosos son los caballos pintados de Mgvimeni (Georgia). Por otro, lado el arte mobiliar es muy abundante en algunas regiones de la Europa del Este: en la zona del Mar Negro destaca el yacimiento de Molodova.

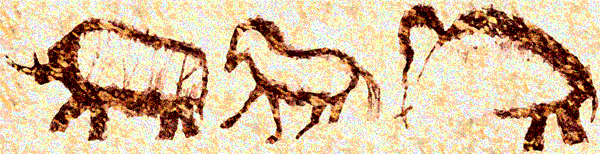
Bestiario del «Salón de las pinturas» de la Cueva de Kapova, en Rusia.

Existen importantes yacimientos con arte mueble en las llanuras de la antigua Unión Soviética y en Siberia, destacando sobre todos ellos el de Mal'ta por estar a miles de kilómetros más allá de los Montes Urales. Sin embargo, su cronología es controvertida debido a la dificultad que existe para encontrar paralelismos con otras culturas; al parecer, existe cierto desfase cronológico y el Paleolítico duró más en esta zona. Si extrapolamos con Europa, el arte paleolítico siberiano parece desarrollarse desde el Gravetiense hasta el Magdaleniense sin apenas cambios; algo similar ocurre en el valle del río Don (Ucrania).
- Mal'ta: cerca del lago Baikal se conocen restos arqueológicos de tiendas con hogares alrededor de los cuales se han exhumado 12 estatuillas femeninas (algunas de las denominadas «con capucha»), también hay estatuillas de mamut y una tumba infantil en la que el cadáver llevaba restos de un collar y una venus sobre el pecho.
- Kostienski (río Don, Ucrania): De nuevo es un asentamiento al aire libre, un campamento de tiendas con once estatuillas de animales y ocho femeninas en torno a los hogares.
- Gagarino (río Don, Ucrania): Solo se ha exhumado una cabaña hecha con grandes huesos de mamut y el suelo rociado de ocre. Fuera de esta estructura aparecieron numerosas estatuillas.

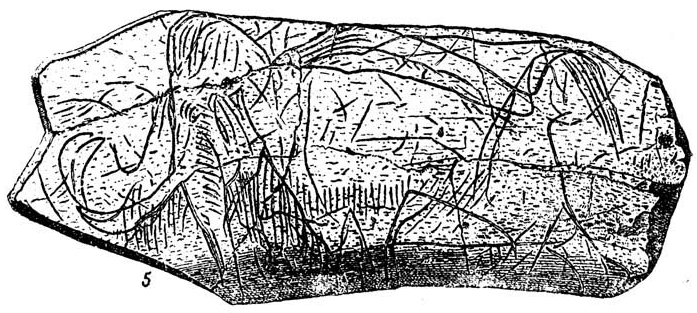
Kameno Doba: Mamut en placa de marfil
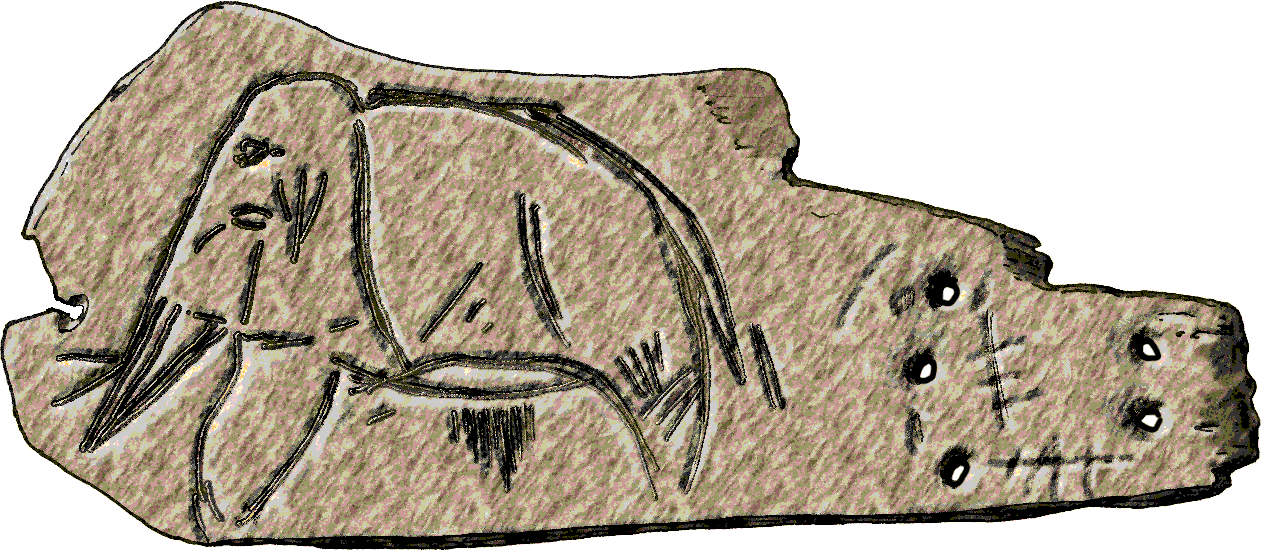
Placa de marfil decorada Yacimiento de Mal'ta (Lago Baikal, Siberia)
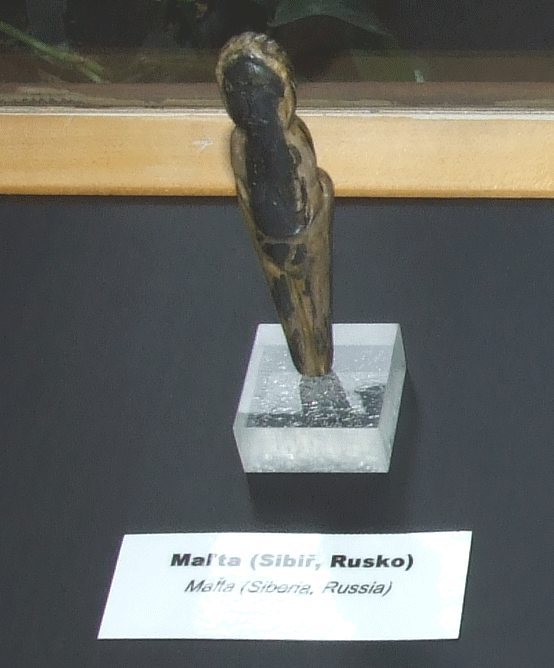
Figurita femenina de Mal'ta (Lago Baikal, Siberia)
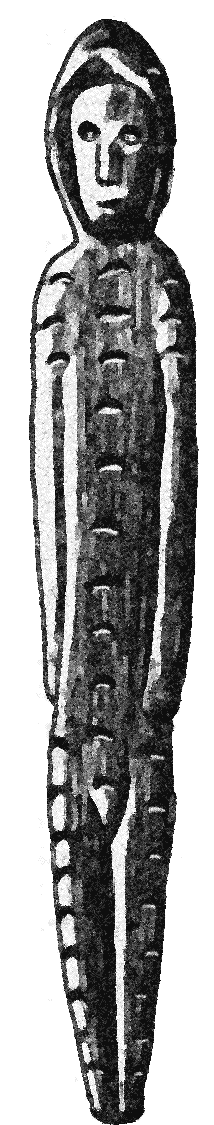
Estatuilla femenina tallada en colmillo de mamut de Buretj (Lago Baikal, Siberia)

Estos son los más importantes, pero se han hallado otros yacimientos (Buretj, Avdeevo, Eliseevichi...) que han proporcionado centenares de estatuillas femeninas y de animales en marfil de mamut, cerca del hogar de lo que parecían cabañas o en los límites de las estructuras habitacionales.

### El Arte paleolítico en las islas británicas
Durante gran parte de la era glacial las islas británicas estuvieron enteramente cubiertas por grandes capas de hielo, con la única excepción de una franja de tierra de grosor variable que se extendía desde las actuales Gales y Cornualles (y en ocasiones la punta sur de Irlanda) hasta donde hoy se encuentra el canal de la Mancha. Al igual que el mar del Norte no existió hasta tiempos recientes, por lo que la zona constituía una prolongación territorial de Francia durante el Paleolítico. Durante años se discutió el por qué esta zona, tan cercana a la importante área francoespañola, nunca sacó a la luz ejemplo alguno de pinturas rupestres. La explicación más común que se daba es que el área, situada junto a la zona de avance y retroceso de los glaciares, era demasiado fría e inestable como para mantener una población destacable y más o menos permanente que pudiera realizar tales pinturas.
Sin embargo, en 2003 se descubrió una importante concentración de hasta 80 figuras en una cueva del límite entre Nottinghamshire y Derbyshire llamada Creswell Crags entre las que se pudieron identificar representaciones de osos, ciervos, bisontes, cabras monteses y —cosa inusual— numerosas aves, entre ellas una con un largo pico curvado. La presencia de la cabra montés (un animal que se extinguió en Inglaterra hace unos 10 000 años) indicaba claramente que las pinturas tenían una cronología paleolítica, cosa que se confirmó más tarde al datarse las pinturas en 12 800 años de antigüedad.
Artísticamente, las pinturas de Creswell Crags presentan importantes semejanzas con las halladas en Francia y el norte de España, por lo que pueden ser incluidas como un ejemplo más de estas. Sin embargo, carecen de colores de «relleno» y en numerosos casos ni siquiera los contornos son visibles, sino solo la marca dejada como una cicatriz en la roca. Esto no representa una diferencia de estilo, sino que se debe al fuerte deterioro y pérdida de los pigmentos en fechas posteriores, probablemente debido a la gran humedad registrada en la Britania post-glacial. El descubrimiento de Creswell Crags, casi en el centro de Inglaterra, indica claramente que el sur de Gran Bretaña y probablemente también lo que ahora es el canal de la Mancha acogieron pinturas de estilo franco-español, pero que lamentablemente se deben de haber perdido casi en su totalidad. Sin embargo, también cabe la posibilidad de que en algunos lugares más resguardados similares a Creswell Crags se haya conservado algún rastro de su presencia.
| Yacimientos clave para el Arte Paleolítico Europeo | | |
| España | Francia | Resto de Europa |
| La Pileta (Málaga) Cueva del Moro, Tarifa (Cádiz) Los Casares (Guadalajara) El Parpalló (Valencia) Hornos de la Peña (Cantabria) Covalanas (Cantabria) Las Chimeneas (Cantabria) El Candamo (Asturias) Cuetu de la Mina (Asturias) Cueva de El Castillo (Cantabria) Altamira (Cantabria) La Pasiega (Cantabria) El Juyo (Cantabria) Ekaín (Guipúzcoa) La Loja (Asturias) Las Monedas (Cantabria) Las Caldas (Asturias) La Viña (Asturias) La Garma IV (Cantabria) Tito Bustillo (Asturias) Cueva del Pindal (Asturias) Cueva del Valle (Cantabria) Siega Verde (Salamanca) | Abri Cellier (Dordoña) La Colombiere (Ain) Gruta de Gargas (Altos Pirineos) Brassempouy (Aquitania) Laussel (Dordoña) Lespugue (Alto Garona) Pech Merle (Lot) Fourneau du Diable (Dordoña) Gorge de l'Enfer (Dordoña) Roc de Sers (Charente) Gabillou (Dordoña) La Marche (Vienne) Cougnac (Lot) Les Combarelles (Dordoña) Cap Blanc (Dordoña) Mas d'Azil (Ariège) Baume Latrone (Gard) Rouffignac (Dordoña) Niaux (Ariège) La Madeleine (Dordoña) Cueva de Lascaux (Dordoña) Gruta de Font-de-Gaume (Dordoña) | Hohlenstein (Alemania) Willendorf (Alemania) Balzi Rosi (Liguria) Vogelherd (Alemania) Savignano (Módena) Noravany (Eslovaquia) Grotta Paglicci (Apulia) Grotta Romanelli (Apulia) Veyrier (Suiza) Kesslerloch (Suiza) Petersfelg (Alemania) Gönnersdorf (Alemania) Cuciulat (Rumanía) Kostienski (Ucrania) Gagarino (Ucrania) Molodova (Moldova) Dolni-Vestonice (República Checa) Addaura (Sicilia) Levanzo (Sicilia) Fôz Coa (Portugal) Mazouco (Portugal) Kapova (Rusia) Hayonim (Israel) |

## El arte paleolítico en el resto del mundo

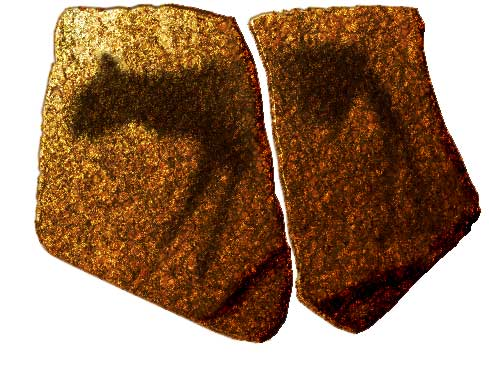
Apollo 11, Namibia.

Se ignora la razón, pero en el resto del mundo el arte paleolítico brilla por su ausencia; es tan escaso que resulta algo excepcional y, además, en la mayoría de los casos, se trata de manifestaciones no figurativas y extremadamente sencillas (incisiones geométricas o curvilíneas, cazoletas y perforaciones). Los rarísimos restos con representaciones figurativas se cuentan con los dedos de una mano (y sobran):
- En África, en la cueva de Apollo 11 (Namibia), apareció una plaqueta pintada con un zoomorfo no identificado datado en 25 000 años de antigüedad.

- En el Próximo Oriente la única evidencia conocida es una plaqueta caliza con lo que parece un caballo (bastante dudoso), localizada en la cueva de Hayonim (Israel), su antigüedad rondaría los 20 000 años.

- En China, al noreste de Pekín, la cueva de Longgu tiene lo que parece un ciervo grabado rondando el año 13000 a. C.

- En América del Sur, entre múltiples ejemplos de arte paleolítico, se destacan los yacimientos de la Cueva de las Manos (Complejo arqueológico del Alto Río Pinturas, Santa Cruz y de Cerro de los Indios, ambos en Argentina).

### Yacimientos patagónicos

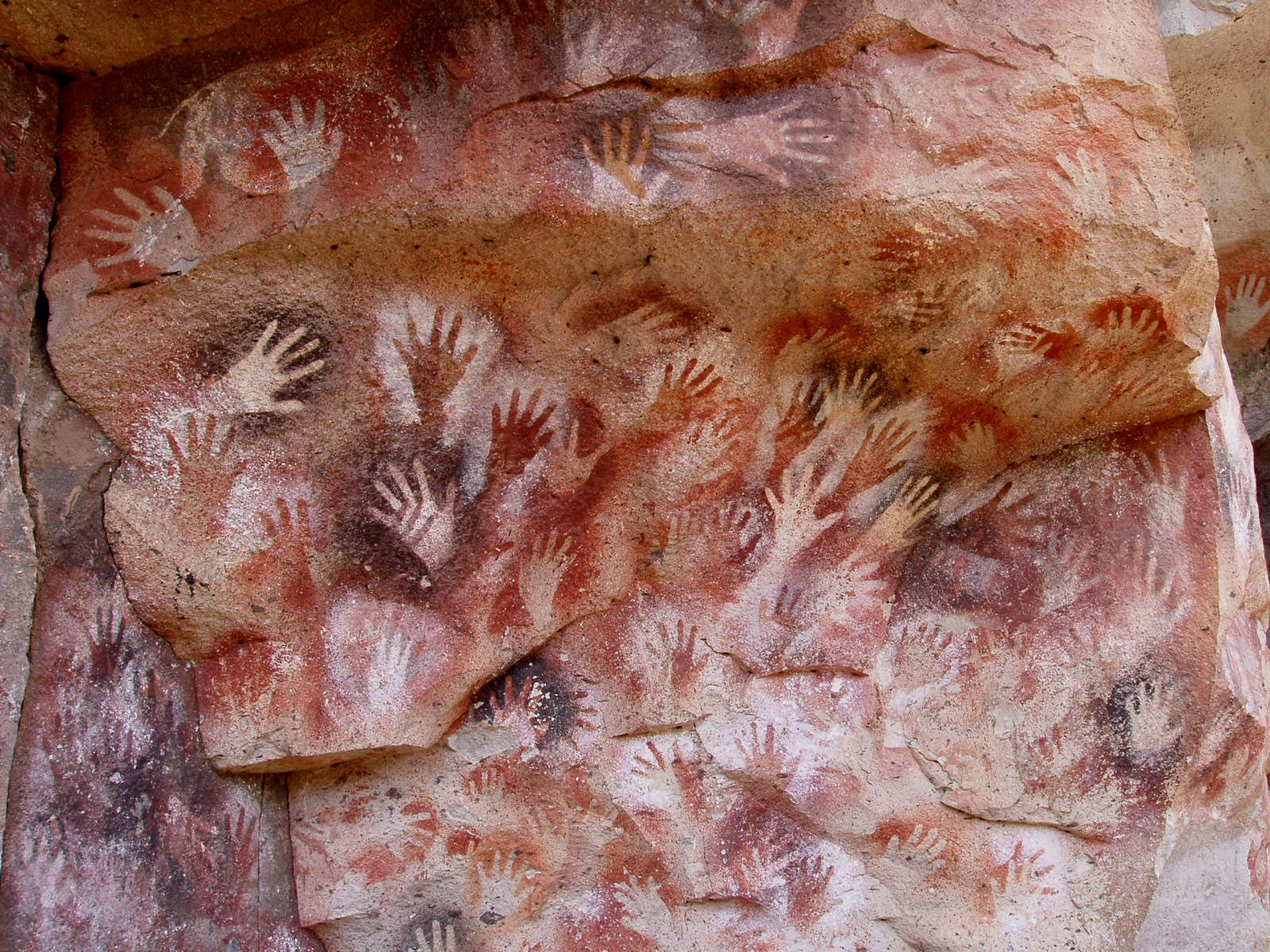
la Cueva de las Manos.

Con dataciones que oscilan entre los 14 000 y 9700 años de antigüedad, los yacimientos de Cueva de las Manos y Cerro de los Indios son extraordinariamente abundantes en manos, en positivo y negativo, y en escenas de caza de camélidos americanos (especialmente el guanaco) y algún felino, posiblemente el puma. Gran cantidad de muestras de arte se desperdigan a ambos lados del curso superior del río Pinturas y la zona del parque nacional Perito Moreno, en un área limitada al norte por el río Deseado y que por el oeste llega hasta el pueblo de Gobernador Gregores. En esta zona (que podría considerarse, sin entrar en detalles, como la franja de tierra existente entre los ríos Deseado y Santa Cruz (en la Patagonia), se encuentra también el yacimiento «Piedra Museo», con una antigüedad superior a los 13 000 años. El fenómeno artístico en estas áreas está asociado al principio del poblamiento humano: ciertos sitios con ocupaciones superiores a los 10 000 años presentan muestras de arte de la misma antigüedad.

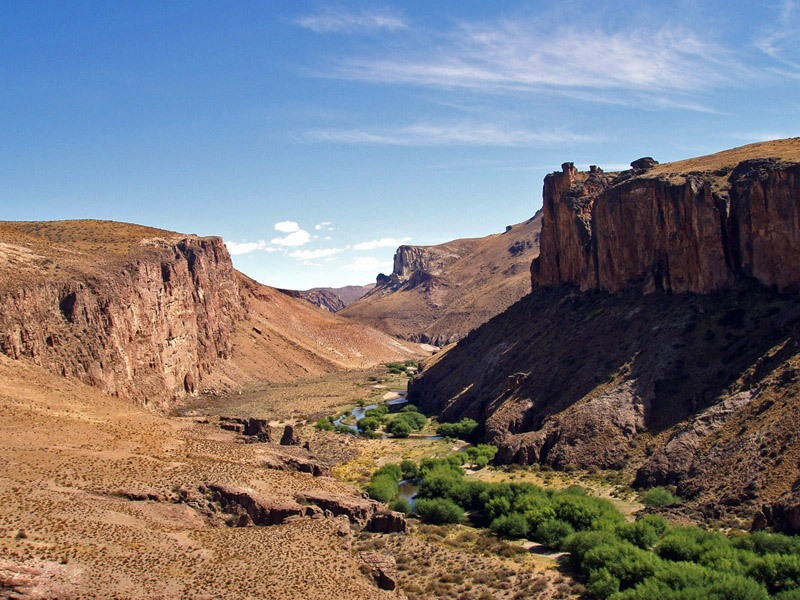
Panorama de conjunto rupestre de Río Pinturas.

Las excavaciones de Gradín y Aschero, de investigadores del Instituto de Arqueología de la Universidad Nacional de Tucumán y miembros del CONICET a la entrada de la Cueva de las Manos han demostrado la utilización de pigmentos minerales basados en óxidos de hierro, con una antigüedad de más de 10 000 años. Estos pigmentos se presentan mezclados con yeso cristalino, como una forma de mejorar la adherencia de la pintura sobre la pared de roca. Esto se ha demostrado mediante técnicas de difracción de rayos X. La mayoría de los colores corresponden a la gama del ocre y los amarillos.
La enorme concentración de imágenes de manos en negativo, 300 o 400 veces más numerosas que en la cueva de manos europea más poblada, es impactante y complementa y subraya las escenas «animalísticas» y de caza. Se observan en la Cueva de las Manos cantidades de guanacos representados en ocre, negro y rojo, perseguidos por cazadores que los acechan y capturan con boleadoras. Las escenas están representadas secuencialmente, y a menudo la captura se concreta más de 12 metros más allá de donde comenzó el acecho. El uso de las anfractuosidades de la roca para dotar de tridimensionalidad al paisaje pintado completa el efecto.
Los cazadores están representados con un solo brazo (el que empuña las bolas), y a menudo se esconden y camuflan en «cañones» o entrantes de la pared de roca, como si se ocultaran en una zanja real. La discordancia entre arte y arqueología es sorprendente: a pesar de que las imágenes muestran solo boleadoras y ninguna lanza o flecha, en las inmediaciones las excavaciones solo han rendido puntas de flecha y lanzas. Esta discordancia está aún en estudio y no ha podido ser explicada en forma satisfactoria.

### Yacimientos bajacalifornianos
En México, específicamente a lo largo de las sierras centrales de la península de Baja California, se encuentran un muy amplio número de sitios con manifestaciones bien conservadas de petroglifos y pintura rupestre, documentados desde el siglo XVIII por los religiosos que exploraron el territorio antes de fundar las misiones jesuíticas en la península de Baja California. Las exploraciones arqueológicas han sido efectuadas desde 1884. Se aprecian tanto elementos abstractos como figurativos en los que se incluyen representaciones antropomorfas y de la fauna cuyo repertorio cuenta no solo animales terrestres (incluidas aves), sino marinos. Destaca de entre los demás el llamado estilo Gran Mural por su escala monumental, ejecución y homogenidad, en cuatro de las sierras del área: San Juan, San Francisco, San Borja y Guadalupe, contabilizando un total de 543 sitios con arte rupestre en mayo de 2003, año en el que la Unesco incluyó como Patrimonio de la Humanidad las Pinturas rupestres de la Sierra de San Francisco, a las que se acredita una datación de 10,500 años de antigüedad y un ejercicio continuo a lo largo de 5000 años.

### Otros yacimientos
El resto son obras no figurativas, además muy dispersas, eso sí, por todo el globo terráqueo: desde América (en la cueva de Clovis hay placas de arenisca con incisiones de diferentes motivos geométricos), hasta Australia (los petroglifos del llamado Karake style hallados en la cueva Malangine parecen de edad Pleistocena) o Japón (donde aparecen diversos guijarros con incisiones geométricas del periodo Jomon antiguo); pasando por China (la cueva de Chukutién, en sus niveles del Paleolítico superior, deparó numerosos objetos perforados de piedra o de concha que pueden ser colgantes), Asia Central, Oriente Medio, África, etc.